# Teatro Oriental da Guerra Civil Americana
O Teatro Oriental da Guerra Civil Americana consiste nas principais operações militares e navais nos estados da Virgínia, Virgínia Ocidental, Maryland, Pensilvânia, Distrito de Colúmbia e as fortificações costeiras e portos da Carolina do Norte. (As operações no interior das Carolinas em 1865 são consideradas parte do Teatro Ocidental, enquanto as outras áreas costeiras ao longo do Oceano Atlântico estão incluídas no Teatro da Margem Inferior.)
O Teatro Oriental foi palco de várias campanhas importantes lançadas pelo Exército da União do Potomac para capturar a capital Confederada de Richmond, na Virgínia; muitos deles foram frustrados pelo Exército Confederado da Virgínia do Norte, comandado pelo general Robert E. Lee. O presidente Abraham Lincoln procurou um general que correspondesse à ousadia de Lee, nomeando, por sua vez, o major-general Irvin McDowell, George B. McClellan, John Pope, Ambrose Burnside, Joseph Hooker e George Meade para comandar seus principais exércitos orientais. Enquanto Meade obteve uma vitória decisiva sobre Lee na Batalha de Gettysburg em julho de 1863, não foi até que Ulysses S. Grant, recém-nomeado general-em-chefe, chegou do Teatro Ocidental em 1864 para assumir o controle pessoal das operações na Virgínia, conseguiram capturar Richmond, mas somente depois de várias batalhas sangrentas da Campanha Overland e um cerco de nove meses perto das cidades de Petersburg e Richmond. A rendição do exército de Lee no Appomattox Court House, em abril de 1865, encerrou as principais operações na área.
Enquanto muitas das campanhas e batalhas foram travadas na região da Virgínia, entre Washington, D.C. e Richmond, houve outras grandes campanhas foram travadas nas proximidades. A Campanha da Virgínia Ocidental de 1861 garantiu o controle da União sobre os condados do oeste da Virgínia, que se tornaria o novo estado de Virgínia Ocidental. Áreas costeiras confederadas e portos foram apreendidos no sudeste da Virgínia e Carolina do Norte. O Vale do Shenandoah foi marcado por confrontos frequentes em 1862, 1863 e 1864. Lee lançou duas invasões malsucedidas do território da União na esperança de influenciar a opinião do norte para acabar com a guerra. No outono de 1862, Lee seguiu sua bem-sucedida Campanha do Norte da Virgínia com sua primeira invasão, a Campanha de Maryland, que culminou em sua derrota estratégica na Batalha de Antietam. No verão de 1863, a segunda invasão de Lee, a Campanha de Gettysburg, chegou à Pensilvânia, mais ao norte do que qualquer outro grande exército Confederado. Após um ataque confederado a Washington, D.C., em 1864, as forças da União comandadas por Philip Sheridan lançaram uma Campanha no Vale do Shenandoah, que custou aos Confederados o controle de um importante suprimento de alimentos para o exército de Lee.

## Teatro de operações
O Teatro Oriental incluiu as campanhas que são geralmente mais famosas na história da guerra, se não por seu significado estratégico, então por sua proximidade com os grandes centros populacionais, os principais jornais e as capitais dos partidos opostos. A imaginação dos nortistas e sulistas foi capturada pelas lutas épicas entre o Exército Confederado da Virgínia do Norte, sob Robert E. Lee, e o Exército da União do Potomac, sob uma série de comandantes menos bem-sucedidos. A batalha mais sangrenta da guerra (Gettysburg) e o mais sangrento dia da guerra (Antietam) foram ambos travados neste teatro. As capitais de Washington, D.C. e Richmond foram atacadas ou sitiadas. Argumentou-se que o Teatro Ocidental foi mais estrategicamente importante para derrotar os Confederados, mas é inconcebível que as populações civis de ambos os lados possam ter considerado a guerra como um fim sem a resolução da rendição de Lee no Tribunal de Appomattox em 1865.
O teatro foi delimitado pelas Montanhas Apalaches a oeste e o Oceano Atlântico a leste. De longe, a maioria das batalhas ocorreu a 160 km entre as cidades de Washington, D.C. e Richmond. Este terreno favoreceu aos defensores dos Confederados porque uma série de rios corria principalmente de oeste para leste, tornando-os obstáculos e não avenidas de aproximação e linhas de comunicação para os invasores da União. Isso era bem diferente dos primeiros anos do Teatro Ocidental, e como o Exército da União dependia exclusivamente do sistema rodoviário primitivo da época para o seu transporte primário, limitou as campanhas de inverno para ambos os lados. A vantagem da União era o controle do mar e dos grandes rios, o que permitiria que um exército que permanecesse perto do oceano fosse reforçado e abastecido.
A classificação da campanha estabelecida pelo Serviço Nacional de Parques dos Estados Unidos é mais refinado do que a usada neste artigo. Algumas campanhas menores do Serviço Nacional de Parques foram omitidas e algumas foram combinadas em categorias maiores. Apenas algumas das 160 batalhas classificadas pelo Serviço Nacional de Parques para este teatro são descritas. O texto na caixa na margem direita mostra as campanhas do Serviço Nacional de Parques associadas a cada seção.

## Comandantes principais do Teatro Oriental
- Lt. Gen.
Ulysses S. Grant,
USA
- Maj. Gen.
George B. McClellan,
USA
- Maj. Gen.
Irvin McDowell,
USA
- Maj. Gen.
John Pope,
USA
- Maj. Gen.
Ambrose Burnside,
USA
- Maj. Gen.
Joseph Hooker,
USA
- Maj. Gen.
George G. Meade,
USA

- Gen.
Robert E. Lee,
CSA
- Gen.
P.G.T. Beauregard,
CSA
- Gen.
Joseph E. Johnston,
CSA
- Lt. Gen.
James Longstreet,
CSA
- Lt. Gen.
"Stonewall" Jackson,
CSA
- Maj. Gen.
A. P. Hill,
CSA
- Maj. Gen.
Jubal A. Early,
CSA

## Início das operações (1861)
Após a queda do Forte Sumter, em abril de 1861, os dois lados se esforçaram para criar exércitos. O presidente Abraham Lincoln fez um apelo a 75.000 voluntários para reprimir a rebelião, o que imediatamente causou a secessão de quatro estados adicionais, incluindo a Virgínia. O Exército dos Estados Unidos tinha apenas cerca de 16.000 homens, com mais da metade espalhada pelo Região Ocidente. O exército foi comandado pelo idoso tenente-general Winfield Scott, veterano da Guerra de 1812 e da Guerra Mexicano-Americana. No lado dos Confederados, apenas um punhado de oficiais e oficiais federais se demitiu e se juntou aos Confederados; a formação do Exército dos Estados Confederados era um assunto inicialmente empreendido pelos estados individuais. (A natureza descentralizada das defesas confederadas, encorajada pela desconfiança dos estados em relação a um governo central forte, foi uma das desvantagens sofridas pelo sul durante a guerra).
Algumas das primeiras hostilidades ocorreram no oeste da Virgínia (atual no estado da Virgínia Ocidental). A região tinha laços mais estreitos com a Pensilvânia e Ohio do que com o leste da Virgínia e, portanto, se opunha à secessão; um governo pró-União foi logo organizado e apelou a Lincoln para proteção militar. O major-general George B. McClellan, comandante do Departamento de Ohio, ordenou que as tropas marchassem de Grafton e atacassem os Confederados sob o comando do coronel George A. Porterfield. A ataque em 3 de junho de 1861, conhecida como a Batalha de Philippi, ou as "Philippi Races", foi a primeira batalha terrestre da Guerra Civil. Sua vitória na Batalha de Rich Mountain em julho foi fundamental em sua promoção naquele outono para comandar o Exército do Potomac. Como a campanha continuou através de uma série de batalhas menores, o general Robert E. Lee, que apesar de sua excelente reputação como ex-coronel do Exército dos Estados Unidos, não tinha experiência em comando de combate, que rendeu um desempenho medíocre que lhe valeu o apelido depreciativo de "Granny Lee" (Vovozinha Lee). Ele logo foi transferido para as Carolinas para construir fortificações. A vitória da União nesta campanha permitiu a criação do estado da Virgínia Ocidental em 1863.
A primeira batalha significativa da guerra ocorreu no leste da Virgínia em 10 de junho. O major-general da União, Benjamin Butler, sediado em Fort Monroe, enviou colunas convergentes de Hampton e Newport News contra postos avançados Confederados. Em Big Bethel, perto de Fort Monroe, o coronel John B. Magruder ganhou a primeira vitória para os Confederados.

### Primeira Batalha de Bull Run (Primeira Batalha de Manassas)
No início do verão, o comandante das forças de campo da União em torno de Washington, D.C. era o general-de-brigada Irvin McDowell, um inexperiente oficial de combate no comando de soldados voluntários com menos experiência. Muitos deles se alistaram por apenas 90 dias, um período prestes a expirar. McDowell foi pressionado por políticos e grandes jornais do norte a tomar medidas imediatas, exortando-o "Para Richmond!" seu plano era marchar com 35.000 homens e atacar os 20.000 Confederados sob o comando de brigadeiro-general P. G. T. Beauregard em Manassas. A segunda grande força Confederada na área, tinha 12.000 homens sob o comando do general Joseph E. Johnston no Vale do Shenandoah, seria ocupada pelo major-general Robert Patterson com 18.000 homens ameaçando a cidade de Harpers Ferry, impedindo que os dois exércitos Confederados combinassem forças contra McDowell.
Em 21 de julho, o Exército do Nordeste da Virgínia de McDowell executou um movimento complexo de viragem contra o Exército Confederado do Potomac de Beauregard, começando a Primeira Batalha de Bull Run (também conhecida como Primeira Batalha de Manassas). Embora as tropas da União tivessem uma vantagem antecipada e dirigissem o flanco esquerdo dos Confederados de volta, a vantagem da batalha se transformou naquela tarde. O brigadeiro-general Thomas J. Jackson inspirou sua brigada na Virgínia a resistir a um forte ataque da União, e recebeu seu famoso apelido, "Stonewall" (Parede de pedra) Jackson. Reforços oportunos chegaram por via férrea do exército de Johnston; Patterson foi ineficaz em mantê-los ocupados. Os inexperientes soldados da União começaram a recuar, e isso se transformou em um recuo em pânico, com muitos correndo quase até Washington, D.C. observadores civis e políticos, alguns dos quais haviam tratado a batalha como entretenimento festivo, foram apanhados no pânico. O exército voltou em segurança para Washington, D.C.; O exército de Beauregard estava cansado demais e era inexperiente para iniciar uma perseguição. A derrota da União em Bull Run chocou o norte, e um novo sentimento de determinação sombria varreu os Estados Unidos como militares e civis perceberam que precisariam investir dinheiro e mão de obra significativa para vencer uma prolongada e sangrenta guerra.
George B. McClellan foi convocado para o leste em agosto para comandar o recém-formado Exército do Potomac, que se tornaria o principal exército do Teatro Oriental. Como ex-executivo ferroviário, ele possuía excelentes habilidades organizacionais adequadas às tarefas de treinamento e administração. Ele também era fortemente ambicioso e, em 1 de novembro, ele havia manobrado em torno de Winfield Scott e foi nomeado general-em-chefe de todos os exércitos da União, apesar da embaraçosa derrota de uma expedição que enviou ao rio Potomac na Batalha de Ball's Bluff em outubro.

## Costa da Carolina do Norte (1861–1865)
A Carolina do Norte era uma área importante para os Confederados por causa do porto vital de Wilmington e porque os Outer Banks eram bases valiosas para os navios que tentavam escapar do Bloqueio da União. Benjamin Butler partiu do Fort Monroe capturou as baterias em Hatteras Inlet em agosto de 1861. Em fevereiro de 1862, o brigadeiro-general Ambrose Burnside organizou uma expedição anfíbia, também a partir do Fort Monroe, que capturou a Ilha Roanoke, uma vitória estratégica pouco conhecida, mas importante para a União. A Expedição Goldsboro no final de 1862 marchou brevemente para o interior da costa para destruir trilhos de trem e pontes.
O restante das operações na costa da Carolina do Norte começou no final de 1864, com a tentativa fracassada de Benjamin Butler e David D. Porter de capturar Fort Fisher, que protegia o porto de Wilmington. As forças da União na Segunda Batalha de Fort Fisher, lideradas por Alfred H. Terry, Adelbert Ames e Porter, em janeiro de 1865, tiveram sucesso em derrotar o general Braxton Bragg, e Wilmington caiu em fevereiro. Durante esse período, os exércitos do Teatro Ocidental do major-general William T. Sherman estavam marchando pelo interior das Carolinas, onde acabaram forçando a rendição do maior exército de campo Confederado remanescente, sob Joseph E. Johnston, em 26 de abril de 1865.

## O Vale (1862)

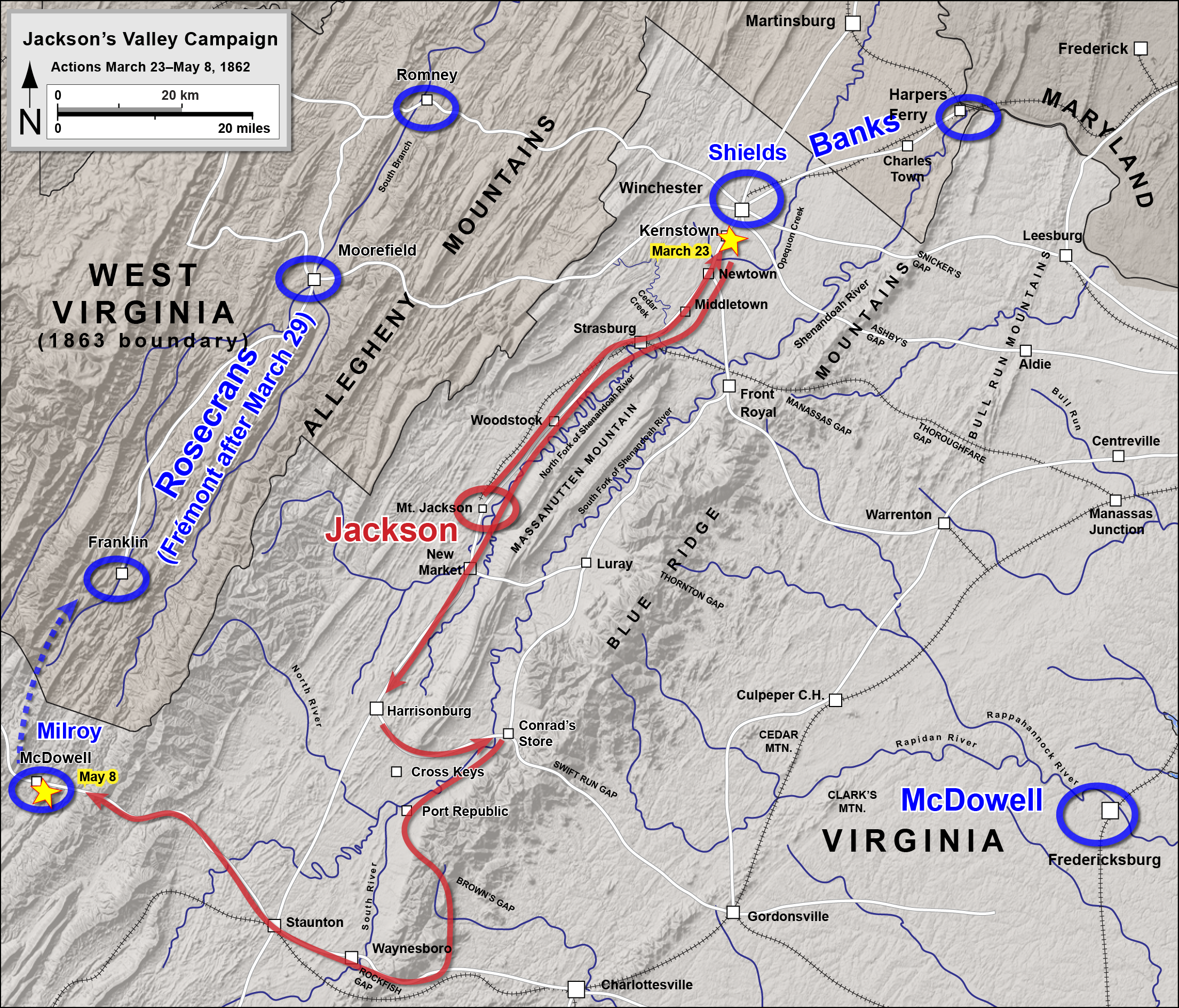
Campanha do Vale Jackson:
Kernstown para McDowell

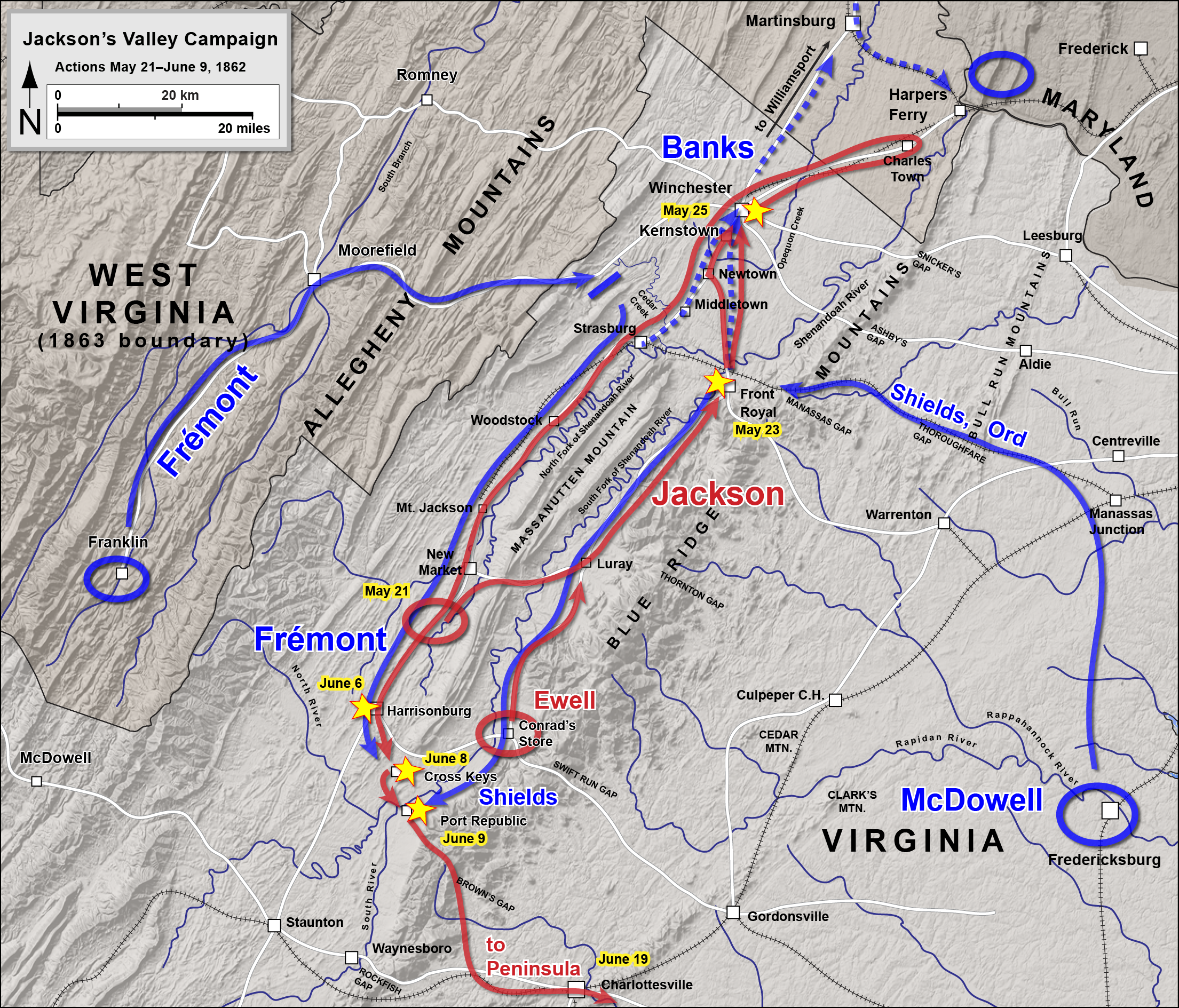
Campanha do Vale Jackson:
Front Royal para Port Republic

Na primavera de 1862, a exuberância dos Confederados em relação a Primeira Batalha de Bull Run declinou rapidamente, acompanhando os primeiros sucessos dos exércitos da União no Teatro Ocidental, como Fort Donelson e Shiloh. O imenso Exército do Potomac de George B. McClellan se aproximava de Richmond, no sudeste da Campanha da Península, a grande corporação do major-general Irvin McDowell estava prestes a atacar Richmond pelo norte, e o exército do major-general Nathaniel P. Banks ameaçou as ricas áreas agrícolas do Vale do Shenandoah. Para alívio, as autoridades Confederadas recorreram ao major-general Thomas J. "Stonewall" Jackson, que ganhou seu apelido na Primeira Batalha de Bull Run. Seu comando, oficialmente chamado de Distrito do Vale do Departamento do Norte da Virgínia, incluía a Brigada Stonewall, uma variedade de unidades de milícias do Vale e o Exército do Noroeste. Enquanto Banks permanecia ao norte do rio Potomac, com o comandante da cavalaria de Jackson, coronel Turner Ashby, da 7.ª Cavalaria da Virgínia, invadiu o Canal de Chesapeake e Ohio e a Ferrovia de Baltimore e Ohio.
Banks reagiu atravessando o Potomac no final de fevereiro e indo para o sul para proteger o canal e a ferrovia de Ashby. O comando de Jackson estava operando como a ala esquerda do exército do general Joseph E. Johnston, e quando Johnston se mudou de Manassas para Culpeper em março, a posição de Jackson em Winchester foi isolada. Em 12 de março, Banks continuou seu avanço para o sudoeste ("up the Valley") e ocupou Winchester. Jackson se retirou para Strasburg. As ordens de Banks, como parte da estratégia geral de McClellan, deveriam se mover mais para o sul e expulsar Jackson do Vale. Depois de realizar isso, ele deveria se retirar para uma posição mais próxima de Washington, D.C.. Uma forte força de avanço começou o movimento para o sul de Winchester em 17 de março, mais ou menos na mesma época em que McClellan iniciou seu movimento anfíbio para a Península da Virgínia.
As ordens de Jackson a partir de Johnston eram para evitar o combate geral, porque ele estava seriamente em desvantagem numérica, mas ao mesmo tempo ele deveria manter Banks ocupado o suficiente para impedir o destacamento de tropas para reforçar McClellan na Península. Recebendo informações incorretas, Banks concluiu que Jackson havia deixado o Vale e começou a se deslocar para o leste, de volta à vizinhança de Washington, D.C.. Jackson ficou consternado com este movimento porque Banks estava fazendo exatamente o que Jackson havia sido orientado a impedir. Quando Ashby informou que apenas alguns regimentos de infantaria e alguma artilharia da corporação de Banks permaneceram em Winchester, Jackson decidiu atacar o destacamento da União na tentativa de forçar o restante da corporação de Banks a retornar. Mas a informação de Ashby estava incorreta; Na verdade, toda uma divisão da União ainda estava estacionada na cidade. Na Primeira Batalha de Kernstown (23 de março de 1862), a poucos quilômetros ao sul de Winchester, os federais pararam o avanço de Jackson e depois contra-atacaram, virando o flanco esquerdo e forçando-o a recuar. Embora uma derrota tática de Jackson, sua única derrota durante a campanha, foi uma vitória estratégica para a Confederação, forçando o presidente Lincoln a manter as forças de Banks no Vale e os 30.000 homens de McDowell perto de Fredericksburg, subtraindo cerca de 50.000 soldados da força invasão da Península de McClellan.
A União se reorganizou depois de Kernstown: O comando de McDowell se tornou o Departamento de Rappahannock, o corporação de Banks se tornou o Departamento de Shenandoah, enquanto o oeste da Virgínia (atual Virgínia Ocidental) se tornou o Departamento de Montanha, comandado pelo major-general John C. Frémont. Todos os três comandos, que reportaram diretamente a Washington, D.C., foram obrigados a remover a força de Jackson como uma ameaça a Washington, D.C.. Enquanto isso, as autoridades Confederadas destacaram a divisão de Richard S. Ewell do exército de Johnston e a enviaram para o Vale. Jackson, agora reforçado com 17.000 homens, decidiu atacar as forças da União individualmente, em vez de esperar que elas se combinassem e dominassem, se concentrando primeiro numa coluna do Departamento de Montanha, comandada por Robert H. Milroy. Enquanto marchava em uma rota desonesta para mascarar suas intenções, ele foi atacado por Milroy na Batalha de McDowell em 8 de maio, mas foi capaz de repelir o exército da União após combates severos. Banks enviaram uma divisão para reforçar as forças de Irvin McDowell em Fredericksburg, deixando apenas 8.000 soldados para Banks, que ele transferiu para uma posição forte em Strasburg, Virgínia.
Depois que as forças de Frémont interromperam seu avanço no vale seguindo McDowell, Jackson se virou para derrotar Banks. Em 21 de maio, Jackson marchou seu comando para o leste de New Market e seguiu para o norte. Sua velocidade de marcha forçada era típica da campanha e rendia aos seus soldados de infantaria o apelido de "Jackson's foot cavalry" (cavalaria dos pés de Jackson). Ele enviou sua cavalaria de cavalo diretamente para o norte para fazer Banks pensar que ele ia atacar Strasburg, mas seu plano era derrotar o pequeno posto avançado em Front Royal e rapidamente atacar a linha de comunicação de Banks em Harpers Ferry. Em 23 de maio, na Batalha de Front Royal, o exército de Jackson surpreendeu e invadiu os piquetes da guarnição de 1.000 homens da União, capturando quase 700 da guarnição, enquanto sofria menos de 40 baixas. A vitória de Jackson forçou Banks de Strasburg a um rápido recuo em direção a Winchester. Embora Jackson tenha tentado prosseguir, suas tropas estavam exaustas e saquearam trens de suprimento da União, os reduzindo imensamente. Em 25 de maio, na Primeira Batalha de Winchester, o exército de Banks foi atacado por colunas Confederadas e foi derrotado, sofrendo mais de 1.300 baixas e muito de seus suprimentos (incluindo 9.000 armas pequenas, meio milhão de cartuchos de munição e várias toneladas de suprimentos); eles se retiraram para o norte através do rio Potomac. Jackson tentou perseguir mas não teve sucesso, devido ao saque da cavalaria de Ashby e ao esgotamento de sua infantaria; depois de alguns dias de descanso, ele seguiu as forças de Banks até Harpers Ferry, onde ele combateu com a guarnição da União.
Em Washington, D.C., o presidente Lincoln e o secretário de guerra Edwin M. Stanton decidiram que a derrota de Jackson era uma prioridade imediata (embora as ordens de Jackson fossem apenas para manter as forças da União ocupadas longe de Richmond). Eles ordenaram a Irvin McDowell que enviasse 20.000 homens para Front Royal e Frémont para Harrisonburg. Se ambas as forças pudessem convergir em Strasburg, a única rota de fuga de Jackson seria cortada. A repercussão imediata deste movimento foi abortar o ataque coordenado de McDowell com McClellan em Richmond. Começando em 29 de maio, enquanto duas colunas de forças da União o perseguiam, Jackson começou a empurrar seu exército em uma marcha forçada para o sul para escapar dos movimentos de pinça, marchando 64 km em 36 horas. Seu exército assumiu posições defensivas em Cross Keys e Port Republic, onde ele foi capaz de derrotar Frémont e James Shields (do comando de McDowell), respectivamente, em 8 de junho e 9 de junho.
Após esses combates, as forças da União foram retiradas do Vale. Jackson se juntou a Robert E. Lee na Península para as Batalha dos Sete Dias (onde ele apresentou um desempenho incomumente letárgico, talvez por causa das tensões da Campanha do Vale). Ele havia cumprido sua missão, retendo mais de 50.000 tropas necessárias de McClellan. Com o sucesso de sua Campanha do Vale, "Stonewall" Jackson se tornou o soldado mais célebre dos Confederados (até que ele acabou sendo eclipsado por Lee) e levantou a moral do público. Em uma clássica manobra militar de surpresa, ele pressionou seu exército a viajar 1.040 km em 48 dias de marcha e ganhou cinco vitórias significativas com uma força de cerca de 17.000 contra inimigos combinados de 60.000.

## Campanha da Península (1862)
George B. McClellan passou o inverno de 1861 a 1862 treinando seu novo Exército do Potomac e lutando contra as ligações do presidente Lincoln no seu avanço contra os Confederados. Lincoln estava particularmente preocupado com o exército do general Joseph E. Johnston em Centerville, que estava apenas a 50 km de Washington, D.C.. McClellan superestimou a força de Johnston e mudou seu objetivo daquele exército para a capital Confederada de Richmond. Ele propôs se mudar para Urbanna, pelo rio Rappahannock, e depois passar por Richmond antes que Johnston pudesse se mover para bloqueá-lo. Embora Lincoln favorecesse a abordagem terrestre porque protegeria Washington, D.C. de qualquer ataque enquanto a operação estivesse em andamento, McClellan argumentou que as condições da estrada na Virgínia eram intoleráveis, que ele havia organizado defesas adequadas para a capital e que Johnston certamente o seguiria se ele se mudou para Richmond. Esse plano foi discutido por três meses na capital até que Lincoln aprovasse a proposta de McClellan no início de março. No entanto, em 9 de março, Johnston retirou seu exército de Centerville para Culpeper, inviabilizando o plano de Urbanna de McClellan. McClellan então propôs navegar para Fort Monroe e depois para a Península da Virgínia (a estreita faixa de terra entre os rios James e York) para Richmond. Lincoln relutantemente concordou.
Antes de partir para a Península, McClellan transferiu o Exército do Potomac para Centerville em uma marcha. Ele descobriu que a força e posição de Johnston era fraca, e ele enfrentou críticas crescentes. Em 11 de março, Lincoln aliviou McClellan de sua posição como general-em-chefe dos exércitos da União, para que ele pudesse dedicar toda a sua atenção à difícil campanha pela frente. O próprio Lincoln, com a ajuda do Secretário de Guerra Stanton e de uma Junta de Guerra, assumiu o comando dos exércitos da União pelos próximos quatro meses. O Exército do Potomac começou a embarcar para Fort Monroe em 17 de março. A partida foi acompanhada por um novo sentimento de preocupação. O primeiro combate de navios couraçados ocorreu em 8 de março e 9 de março, quando o CSS Virginia e o USS Monitor combateram na inconclusiva Batalha de Hampton Roads. A preocupação do Exército era que seus navios de transporte fossem atacados por essa nova arma diretamente em seu caminho. E a Marinha dos Estados Unidos não conseguiu garantir a McClellan que eles poderiam proteger as operações tanto no rio James quanto no rio York, então sua ideia de anfíbios envolvendo Yorktown foi abandonada, e ele ordenou um avanço até a Península para começar em 4 de abril. Em 5 de abril, McClellan foi informado de que Lincoln havia cancelado o movimento do major-general Irvin McDowell para Fort Monroe, porque McClellan não conseguiu deixar o número de soldados previamente acordados em Washington, D.C., e porque a Campanha do Vale Jackson foi causando preocupação. McClellan protestou veementemente dizendo que estava sendo forçado a liderar uma grande campanha sem os recursos prometidos, mas seguiu em frente de qualquer maneira.

### Até a península

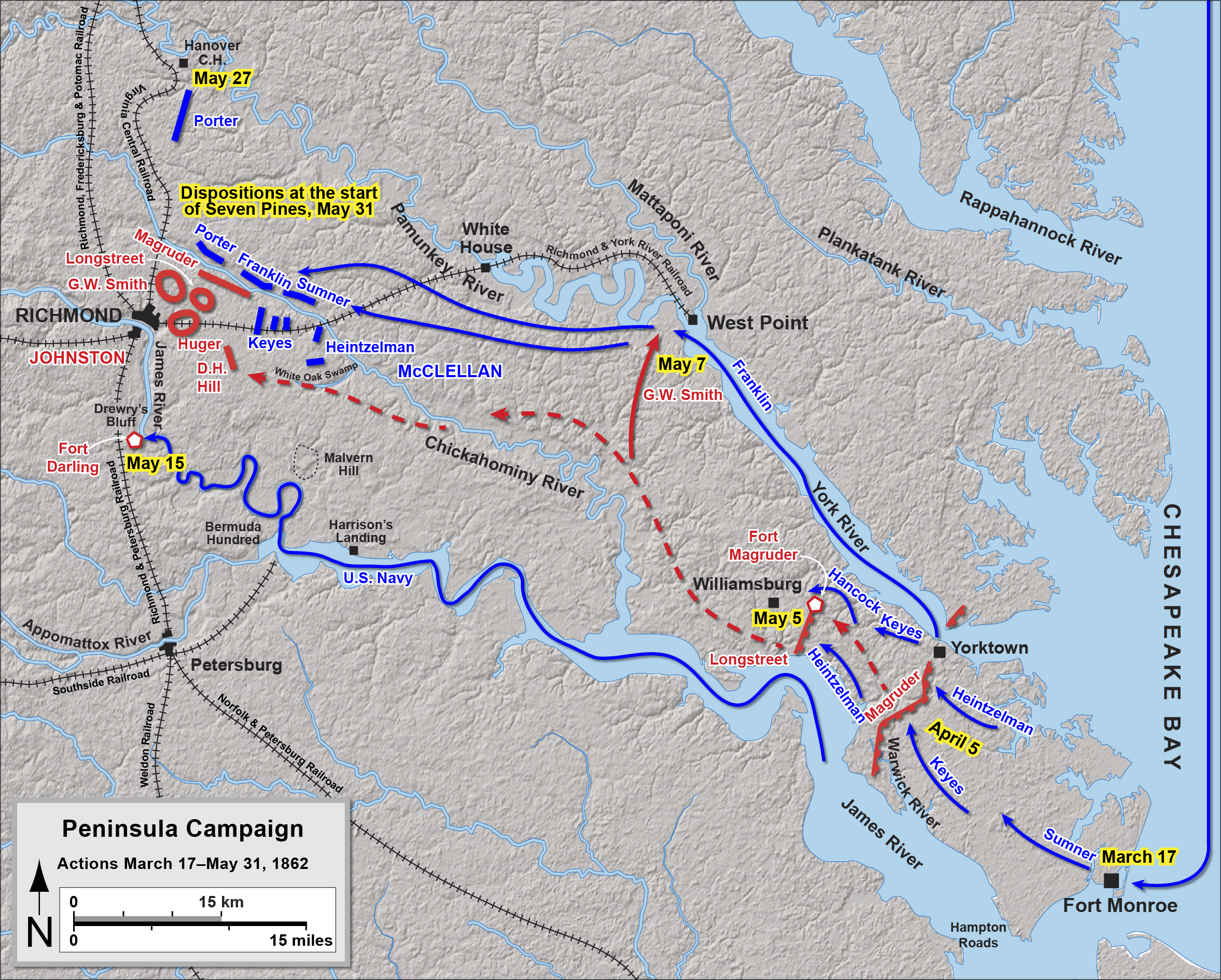
Campanha da Península, mapa de eventos até a Batalha de Seven Pines.

As forças da União avançaram para Yorktown, mas pararam quando George B. McClellan descobriu que as fortificações dos Confederados se estendiam pela [[Península da Virgínia, em vez de se limitarem a Yorktown como ele esperava. Depois de um atraso de cerca de um mês, construindo recursos de cerco, trincheiras e baterias de cerco, e conduzindo algumas pequenas escaramuças testando a linha, o cerco de Yorktown estava pronto para começar. No entanto, Joseph E. Johnston concluiu que as defesas Confederadas eram muito fracas para impedir um ataque da União e organizou uma retirada durante a noite de 3 a 4 de maio. Durante a campanha, o Exército da União também tomou Hampton Roads e ocupou Norfolk. Quando as forças da União perseguiram a retirada das forças Confederadas da Península (noroeste) em direção a Richmond, a inconclusiva Batalha de Williamsburg, que ocorreu em torno de Fort Magruder, a 1.5 km a leste da antiga capital colonial, em um único dia.
No final de maio, as forças da União avançaram com sucesso por vários quilômetros em direção a Richmond, mas o progresso foi lento. McClellan havia planejado operações massivas de cerco e trouxe imensos depósitos de equipamentos e morteiros de cerco, mas o mau tempo e as estradas inadequadas mantinham seu avanço muito lento. E McClellan era por natureza um general cauteloso; ele estava nervoso sobre atacar uma força que ele acreditava ter o dobro de seu tamanho. De fato, sua imaginação e suas operações de inteligência fracassaram; as proporções eram aproximadamente o inverso. Durante a retirada lenta de Johnston na Península da Virgínia, suas forças praticavam operações enganosas. Em particular, a divisão sob John B. Magruder, que era um ator amador antes da guerra, foi capaz de enganar McClellan marcando ostensivamente um pequeno número de soldados passando pela mesma posição várias vezes, parecendo ser uma força maior.
À medida que o Exército da União se aproximava das defesas externas de Richmond, ele se dividia pelo rio Chickahominy, enfraquecendo sua capacidade de movimentar as tropas de um lado para o outro na frente de combate. McClellan manteve a maior parte de seu exército ao norte do rio, esperando que Irvin McDowell marchasse do norte da Virgínia; apenas dois corpos da União (IV e III) situavam-se a sul do rio. Pressionado pelo presidente Confederado Jefferson Davis e seu conselheiro militar Robert E. Lee, Johnston decidiu atacar a força menor da União ao sul do rio, esperando que o rio Chickahominy estivesse transbordando devido às recentes chuvas, impedisse McClellan de se mover para a margem sul. A Batalha de Seven Pines (também conhecida como Batalha de Fair Oaks), travada em 31 de maio - 1 de junho de 1862, não seguiu o plano de Johnston, devido a mapas defeituosos, ataques Confederados descoordenados e reforços da União, que conseguiram atravessar o rio apesar das inundações. A batalha foi taticamente inconclusiva, mas houve dois efeitos estratégicos. Primeiro, Johnston foi ferido durante a batalha e foi substituído pelo general mais agressivo Robert E. Lee, que lideraria o Exército da Virgínia do Norte para muitas vitórias na guerra. Em segundo lugar, o general McClellan decidiu abandonar suas operações ofensivas para sitiar e aguardar reforços que solicitou ao presidente Abraham Lincoln; Como consequência, ele nunca recuperou seu ímpeto estratégico.
Lee usou a pausa de um mês no avanço de McClellan para fortalecer as defesas de Richmond e estendeu as obras ao sul do rio James a um ponto abaixo de Petersburg; o comprimento total da nova linha defensiva era cerca de 50 km. Para ganhar tempo para completar a nova linha defensiva e se preparar para uma ofensiva, Lee repetiu a tática de fazer com que um pequeno número de tropas parecesse mais numeroso do que realmente era. Lee também enviou a brigada de cavalaria do brigadeiro-general J. E. B. Stuart contra todo o exército da União (13 a 15 de junho) para verificar se o flanco direito da União estavam alertas. Além disso, Lee ordenou que "Stonewall" Jackson trouxesse sua força para a Península como reforços. Enquanto isso, McClellan transferiu a maioria de suas forças para o sul do rio Chickahominy, deixando apenas a Corpo V do exército do major-general Fitz John Porter ao norte do rio.

### Sete Dias
| - Batalha dos Sete Dias - 26 a 27 de junho de 1862. Batalhas de Mechanicsville e Gaines's Mill - 30 de junho de 1862. Batalha de Glendale - 1 de julho de 1862. Batalha de Malvern Hill |

Robert E. Lee então partiu para a ofensiva, conduzindo uma série de batalhas que duraram sete dias (25 de junho a 1 de julho) e empurrou George B. McClellan de volta para uma posição segura, mas não ameaçadora, no rio James. McClellan, na verdade, atacou primeiro em 25 de junho na Batalha de Oak Grove, durante a qual duas divisões da União tentaram se apoderar do terreno no qual McClellan planejava construir baterias de cerco. McClellan planejou atacar novamente no dia seguinte, mas foi distraído pelo ataque dos Confederados em Mechanicsville ou Beaver Dam Creek, em 26 de junho. Lee observou que McClellan havia posicionado seu exército sobre o rio Chickahominy e poderia ser derrotado em detalhes. Ele planejou atacar com a divisão de A. P. Hill na frente de Fitz John Porter, enquanto "Stonewall" Jackson marchou atrás das posições da União e atacou pela retaguarda. No entanto, Jackson chegou atrasado a sua posição, enquanto Hill iniciou seu ataque sem esperar por Jackson e foi repelido com pesadas baixas. Apesar de ser uma vitória tática da União, McClellan ainda ordenou que Porter recuasse para o sul em direção ao resto do Exército da União, temendo que Porter fosse cercado por forças Confederadas imensamente superiores pela manhã. Porter montou linhas defensivas perto de Gaines's Mill, cobrindo as pontes sobre o rio Chickahominy.
Lee continuou sua ofensiva na Batalha de Gaines's Mill, em 27 de junho, lançando o maior ataque Confederado da guerra contra a linha de Porter. (Ocorreu quase no mesmo local que a Batalha de Cold Harbor em 1864 e teve números semelhantes de baixas.) O ataque foi mal coordenado, e as linhas da União duraram a maior parte do dia, mas Lee finalmente rompeu e McClellan se retirou novamente, indo para uma base segura em Harrison's Landing, no rio James.
Os dois dias seguintes ocorreram batalhas menores em Garnett's e Golding's Farm e Savage's Station, enquanto McClellan continuava a sua retirada e Lee tentou cortar a retirada da União. A Batalha de Glendale, em 30 de junho, foi uma batalha sangrenta na qual três divisões Confederadas convergiram para as forças da União em retirada em White Oak Swamp, perto de Frayser's Farm. Por causa de um desempenho medíocre de Jackson, o exército de Lee falhou em sua última tentativa de cortar o Exército da União antes de chegar ao rio James.
A batalha final dos Sete Dias, em 1 de julho, consistiu em ataques Confederados descoordenados contra as defesas da União apoiados por colocações de artilharia e as armas navais do esquadrão da União no rio James em Malvern Hill. McClellan estava ausente do campo de batalha, permanecendo na canhoneira Galena; Os comandantes do Corpo da União cooperaram na seleção das posições de suas tropas, mas nenhum deles exerceu o comando geral de campo. O Exército de Lee sofreu mais de 5.600 baixas nesse esforço, em comparação com apenas 3.000 vítimas da União. Embora os comandantes do Corpo da União sentissem que poderiam manter o campo contra novos ataques Confederados, McClellan ordenou que o exército recuasse para o Harrison's Landing.
Malvern Hill sinalizou o fim da Batalha dos Sete Dias e da Campanha da Península. O Exército do Potomac se retirou para a segurança do rio James, protegido pelo fogo das canhoneiras da União, e ficou lá até agosto, quando foram retirados por ordem do presidente Abraham Lincoln no período que antecedeu a Segunda Batalha de Bull Run. Embora McClellan tenha mantido o comando do Exército do Potomac, Lincoln mostrou seu descontentamento ao nomear o major-general Henry W. Halleck para o cargo anterior de McClellan como general-em-chefe de todos os exércitos da União em 11 de julho de 1862.
O custo para ambos os lados era alto. O Exército de Lee da Virgínia do Norte sofreu quase 20.000 baixas de um total de mais de 90.000 soldados durante os Sete Dias, McClellan quase 16.000 baixas de um total de 105.445. Depois de um começo bem sucedido na Península da Virgínia que previu um fim adiantado à guerra, a moral do norte foi esmagada pela retirada de McClellan. Apesar das pesadas baixas e do desajeitado desempenho tático de Lee, o moral dos Confederados disparou, e Lee foi encorajado a continuar sua estratégia agressiva através das Campanhas do Norte da Virgínia e na Campanha de Maryland.

## Norte da Virgínia e Maryland (1862)
Após seu sucesso contra George B. McClellan na Península da Virgínia, Robert E. Lee iniciou duas campanhas que podem ser consideradas uma operação ofensiva quase contínua: derrotando o segundo exército que ameaçou Richmond e depois prosseguindo para o norte na Campanha de Maryland.

### Exército da Virgínia

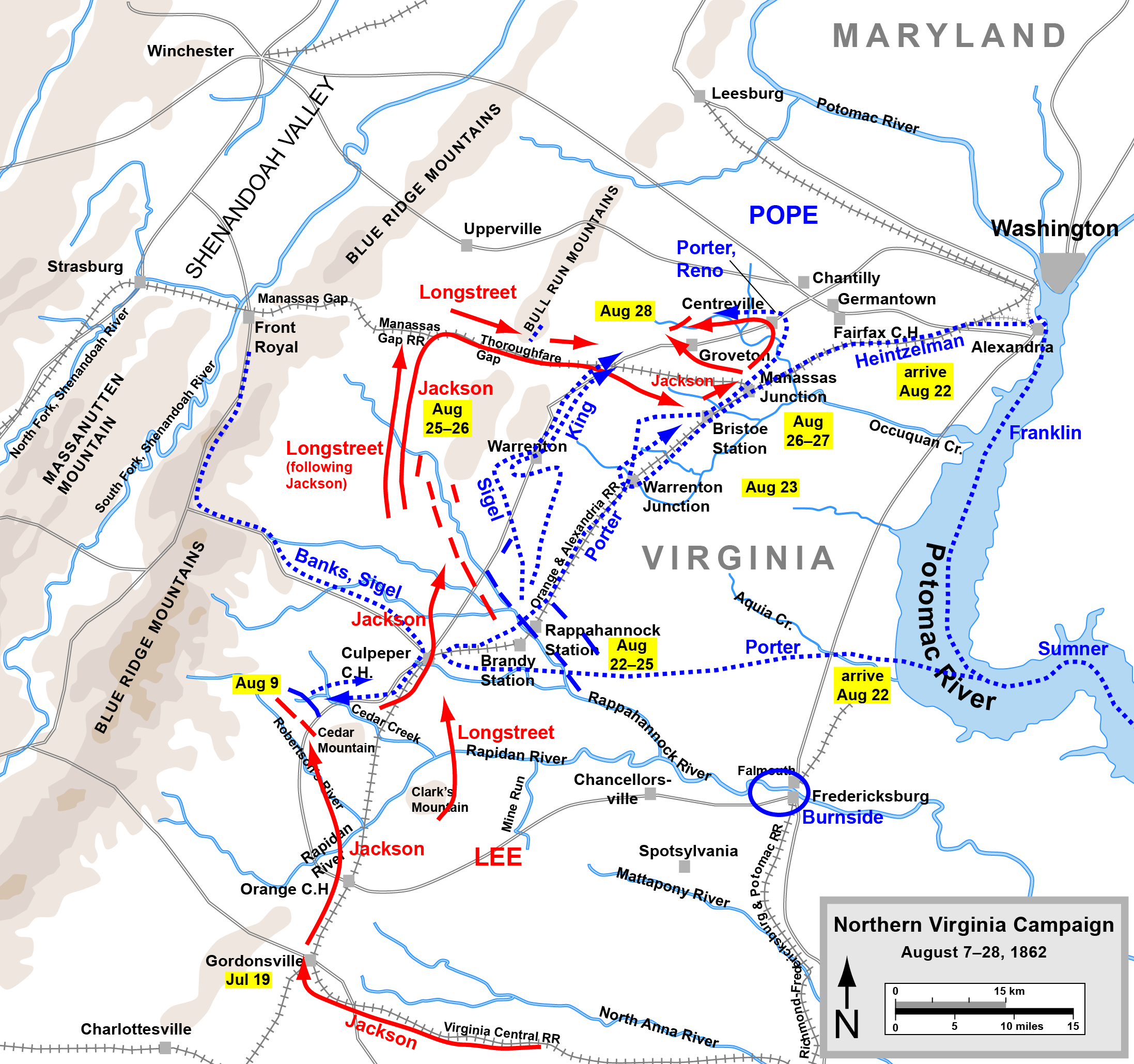
Campanha do Norte da Virgínia, de 7 a 28 de agosto de 1862

O presidente Abraham Lincoln reagiu ao fracasso de George B. McClellan ao nomear John Pope para comandar o recém-formado Exército da Virgínia. Pope conseguira algum sucesso no Teatro Ocidental, e Lincoln procurava um general mais agressivo que McClellan. O exército da Virgínia consistia em mais de 50.000 homens em três corpos. Os três corpos do Exército do Potomac de McClellan foram adicionados depois para operações de combate. Duas brigadas de cavalaria foram anexadas diretamente a dois dos corpos de infantaria, que apresentaram falta de controle centralizado que teve efeitos negativos na campanha. A missão de Pope era cumprir dois objetivos: proteger Washington, D.C. e o Vale do Shenandoah, e afastar as forças Confederadas de McClellan, se movendo na direção de Gordonsville. Pope começou despachando a cavalaria para romper a ferrovia que ligava Gordonsville, Charlottesville e Lynchburg. A cavalaria teve um começo lento e descobriu que "Stonewall" Jackson havia ocupado Gordonsville com mais de 14.000 homens.
Robert E. Lee percebeu que McClellan não era mais uma ameaça para ele na Península da Virgínia, por isso não sentiu a compulsão de manter todas as suas forças em defesa direta de Richmond. Isso permitiu-lhe transferir Jackson para Gordonsville para bloquear Pope e proteger a ferrovia. Lee tinha planos maiores em mente. Desde que o Exército da União foi dividido entre McClellan e Pope e eles foram amplamente separados, Lee viu uma abertura para destruir Pope antes de voltar sua atenção para McClellan. Acreditando que as tropas de Ambrose Burnside da Carolina do Norte estavam sendo enviadas para reforçar Pope, e querendo agir imediatamente antes que as tropas estivessem em posição, Lee comprometeu o major-general A. P. Hill a se juntar a Jackson com 12.000 homens, enquanto distraía McClellan para mantê-lo imobilizado.
Em 29 de julho, Pope transferiu algumas de suas forças para uma posição próxima a Cedar Mountain, de onde ele poderia lançar ataques em Gordonsville. Jackson avançou para Culpeper em 7 de agosto, na esperança de atacar um dos corpos de Pope antes que o resto do exército pudesse se concentrar. Em 9 de agosto, o corpo de Nathaniel Banks atacou Jackson em Cedar Mountain, ganhando uma vantagem antecipada. Um contra-ataque Confederado liderado por A. P. Hill levou Banks de volta a Cedar Creek. A essa altura Jackson já havia aprendido que os corpos de Pope estavam todos juntos, frustrando seu plano de derrotar cada um em ações separadas. Ele permaneceu em posição até 12 de agosto, quando se retirou para Gordonsville.
Em 13 de agosto, Lee enviou o major-general James Longstreet para reforçar Jackson e no dia seguinte enviou todas as forças restantes, exceto duas brigadas, depois de ter certeza de que McClellan estava deixando a Península da Virgínia. O próprio Lee chegou a Gordonsville para assumir o comando em 15 de agosto. Seu plano era derrotar Pope antes que o exército de McClellan pudesse chegar para reforçá-lo, cortando pontes na retaguarda de Pope e atacando seu flanco esquerdo e traseiro. Pope estragou os planos de Lee ao se retirar para a linha do rio Rappahannock; ele estava ciente do plano de Lee porque um ataque de cavalaria da União capturou uma cópia da ordem escrita.
Uma série de escaramuças entre 22 de agosto e 25 de agosto manteve a atenção do exército de Pope ao longo do rio. Em 25 de agosto, três corpos do Exército do Potomac chegaram da Península da Virgínia para reforçar Pope. O novo plano de Lee em face de todas essas forças adicionais em número era enviar Jackson e Stuart com metade do exército em uma marcha de flanco para cortar a linha de comunicação de Pope, na Ferrovia de Orange & Alexandria. Pope seria forçado a recuar e poderia ser derrotado enquanto se movesse e fosse vulnerável.
Na noite de 26 de agosto, após passar pelo flanco direito de Pope, a ala do exército de Jackson atacou a ferrovia na estação Bristoe e, antes do amanhecer de 27 de agosto, marchou para capturar e destruir o gigantesco depósito de suprimentos da União em Manassas Junction. Esse movimento de surpresa forçou Pope a deixar sua linha defensiva ao longo do rio Rappahannock e se mover em direção a Manassas Junction, na esperança de esmagar a ala de Jackson antes que o resto do exército de Lee pudesse se reunir com ela. Durante a noite de 27 a 28 de agosto, Jackson marchou suas divisões para o norte, para o campo de batalha na Primeira Batalha de Bull Run (Manassas), onde assumiu a posição por trás da estrada de ferro inacabada. As alas de Longstreet do exército marcharam através da abertura para se juntar a Jackson, unindo as duas alas do exército de Lee.

### Segunda Bull Run
A fim de atrair o exército de John Pope para a batalha, "Stonewall" Jackson ordenou um ataque a uma coluna Confederada que atravessava sua frente em 28 de agosto, começando a Segunda Batalha de Bull Run, a batalha decisiva da Campanha do Norte da Virgínia. O combate durou várias horas e resultou em um impasse. Pope se convenceu de que havia capturado Jackson e concentrado a maior parte de seu exército contra ele. Em 29 de agosto, Pope lançou uma série de assaltos contra a posição de Jackson ao longo da estrada de ferro inacabada. Os ataques foram repelidos com pesadas baixas de ambos os lados. Ao meio-dia, James Longstreet chegou ao campo e tomou posição no flanco direito de Jackson. Em 30 de agosto, Pope renovou seus ataques, aparentemente sem saber que Longstreet estava em campo. Quando a artilharia dos Confederados devastou um ataque da União, a ala de 28.000 homens de Longstreet contra-atacou no maior ataque simultâneo em massa da guerra. O flanco esquerdo da União foi esmagado e o exército levado de volta a Bull Run. Apenas uma ação eficaz de retaguarda da União impediu uma repetição do desastre da Primeira Batalha de Bull Run. A retirada de Pope para Centreville foi precipitada, no entanto. No dia seguinte, Robert E. Lee ordenou seu exército em perseguição.
Fazendo uma ampla marcha de flanco, Jackson esperava cortar o recuo da União. Em 1 de setembro, Jackson enviou suas divisões contra duas divisões da União na Batalha de Chantilly. Ataques Confederados foram interrompidos por combates ferozes durante uma tempestade severa; os dois comandantes da divisão da União, Isaac Stevens e Philip Kearny, foram mortos durante os combates. Reconhecendo que seu exército ainda estava em perigo, Pope ordenou que o retiro continuasse até Washington, D.C..

### Invasão de Maryland

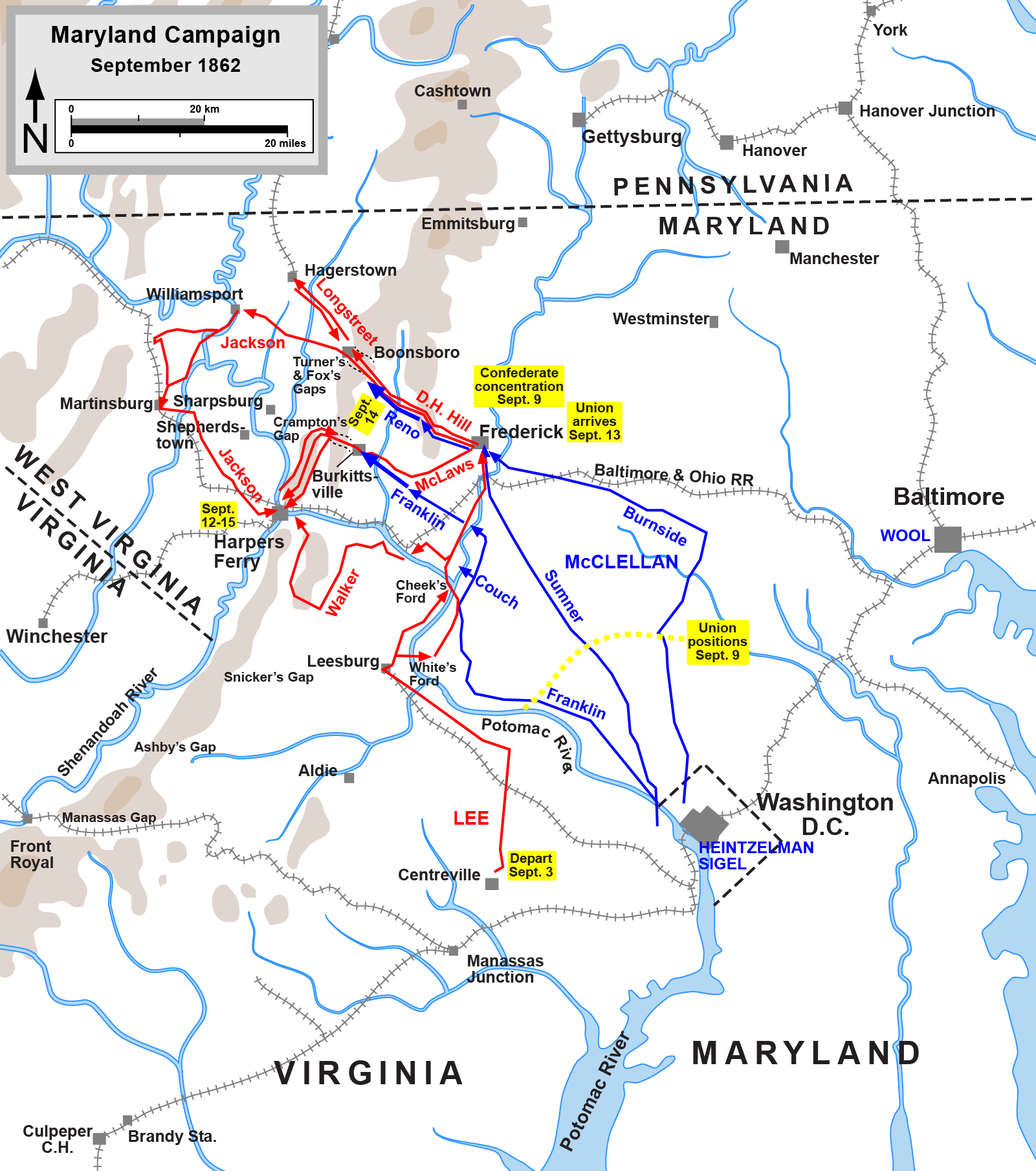
Campanha de Maryland, ações de 3 de setembro a 15 de setembro de 1862.

Robert E. Lee decidiu que seu exército, apesar de sofrer pesadas perdas durante a primavera e o verão, estava pronto para um grande desafio: uma invasão do norte. Seu objetivo era penetrar nos principais estados ao norte de Maryland e Pensilvânia e cortar a Ferrovia de Baltimore & Ohio que abastecia Washington, D.C.. Ele também precisava suprir seu exército e sabia que as fazendas do norte haviam sido intocadas pela guerra, ao contrário as da Virgínia. E ele queria diminuir a moral do Norte, acreditando que um exército invasor causando estragos no interior do Norte poderia forçar Abraham Lincoln a negociar o fim da guerra, particularmente se ele fosse capaz de incitar uma revolta no Estado escravista de Maryland.
O Exército da Virgínia do Norte atravessou o rio Potomac e chegou a Frederick, Maryland, em 6 de setembro. Os objetivos específicos de Lee foram pensados como um avanço em direção a Harrisburg, Pensilvânia, cortando os elos ferroviários leste-oeste para o nordeste, seguidos por operações contra uma das principais cidades do leste, como a Filadélfia. As notícias da invasão causaram pânico no Norte, e Lincoln foi forçado a agir rapidamente. George B. McClellan esteve no limbo militar desde que retornou da Península da Virgínia, mas Lincoln o restaurou ao comando de todas as forças ao redor de Washington, D.C. e ordenou que ele lidasse com Lee.
Lee dividiu seu exército. James Longstreet foi enviado para Hagerstown, enquanto "Stonewall" Jackson recebeu a ordem de tomar o arsenal da União em Harpers Ferry, que comandava as linhas de suprimentos de Lee através do Vale do Shenandoah; era também um alvo tentador, virtualmente indefensável. McClellan pediu permissão a Washington, D.C. para evacuar Harpers Ferry e anexar sua guarnição ao seu exército, mas seu pedido foi recusado. Na Batalha de Harpers Ferry, Jackson colocou artilharia nas alturas com vista para a cidade, forçando a rendição da guarnição de mais de 12.000 homens em 15 de setembro. Jackson liderou a maioria de seus soldados para se juntar ao resto do exército de Lee, deixando a divisão de A. P. Hill para completar a ocupação da cidade.
McClellan saiu de Washington, D.C. com seu exército de 87.000 homens em uma perseguição lenta, chegando a Frederick em 13 de setembro. Lá, dois soldados da União descobriram uma cópia extraviada dos planos de campanha detalhados do exército de Lee "Ordem Geral Número 191" enrolados em torno de três charutos. A ordem indicava que Lee havia dividido seu exército e dispersado porções geograficamente, tornando cada sujeito isoladamente e derrotado em detalhes. McClellan esperou 18 horas antes de decidir aproveitar essa inteligência, um atraso que quase desperdiçou sua oportunidade. Naquela noite, o Exército do Potomac se moveu em direção a South Mountain, onde elementos do Exército da Virgínia do Norte esperavam em defesa dos desfiladeiros da montanha. Na Batalha de South Mountain, em 14 de setembro, os Confederados foram expulsos pelas forças numericamente superiores da União, e McClellan estava em posição de destruir o exército de Lee antes que pudesse se concentrar.

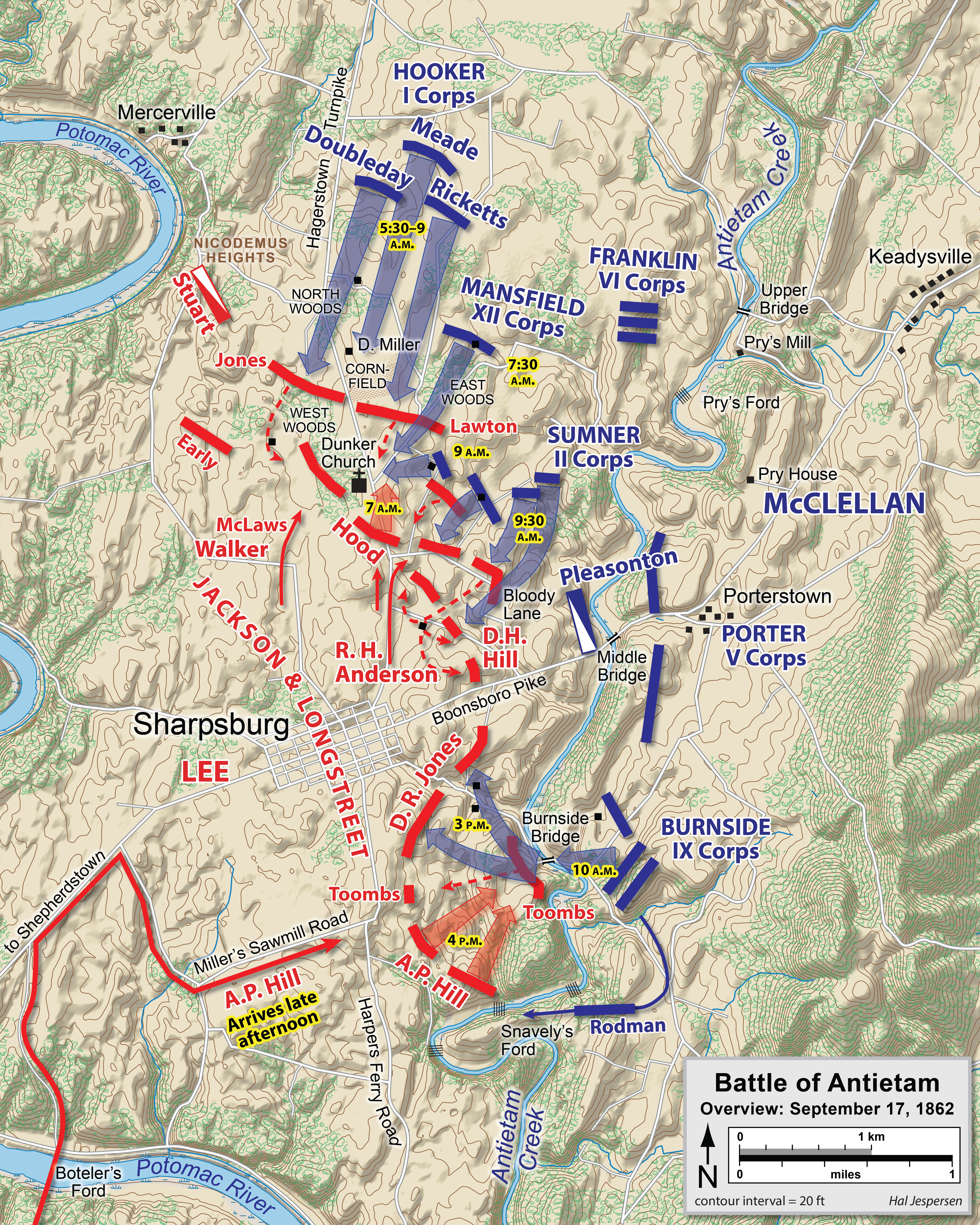
Visão geral da Batalha de Antietam.

Lee, vendo a agressão pouco característica de McClellan e aprendendo com um simpatizante dos Confederados que sua ordem havia sido comprometida, se mudou freneticamente para concentrar seu exército. Ele optou por não abandonar sua invasão e voltar para a Virgínia, porque Jackson não havia completado a captura de Harpers Ferry. Ele também temia o efeito sobre o moral dos Confederados se desistisse de sua campanha apenas com a captura de Harpers Ferry para mostrá-lo. Em vez disso, ele escolheu fazer uma posição em Sharpsburg, Maryland.

### Antietam
Em 16 de setembro, George B. McClellan confrontou Robert E. Lee perto de Sharpsburg, Maryland, defendendo uma linha a oeste de Antietam Creek. Na madrugada de 17 de setembro, começou a Batalha de Antietam, com o corpo do major-general Joseph Hooker montando um poderoso ataque ao flanco esquerdo de Lee. Ataques e contra-ataques varreram o Miller's Cornfield e os bosques perto da Igreja Dunker. Os assaltos da União contra a Estrada Afundada ("Bloody Lane") acabaram perfurando o centro dos Confederados, mas a vantagem Confederada não foi pressionada. Em cada caso, os reforços confederados do flanco direito impediram um avanço completo da União e McClellan se recusou a liberar suas reservas para completar o avanço.
À tarde, a corporação de Ambrose Burnside atravessou uma ponte de pedra sobre Antietam Creek e virou a direita dos Confederados. Em um momento crucial, a divisão de A. P. Hill chegou de Harpers Ferry e contra-atacou, repelindo os homens de Burnside e salvando o exército de Lee da destruição. Embora em desvantagem de dois para um, Lee comprometeu toda a sua força, enquanto McClellan enviou menos de três quartos de seu exército. Isso permitiu que Lee mudasse de brigada e se concentrasse em cada agressão individual da União. Com mais de 23.000 baixas, continua sendo o dia mais sangrento da história americana. Lee ordenou que o Exército da Virgínia do Norte espancado se retirasse através do Potomac para o Vale do Shenandoah. Apesar de ser taticamente inconclusiva, a Batalha de Antietam é considerada uma vitória estratégica para a União. A iniciativa estratégica de Lee para invadir Maryland foi derrotada. Mais importante ainda, o presidente Abraham Lincoln aproveitou a oportunidade para anunciar sua Proclamação de Emancipação, após a qual a perspectiva de que as potências europeias intervissem na guerra em nome dos Confederados foi significativamente diminuída.

## Fredericksburg e Chancellorsville (1862–1863)

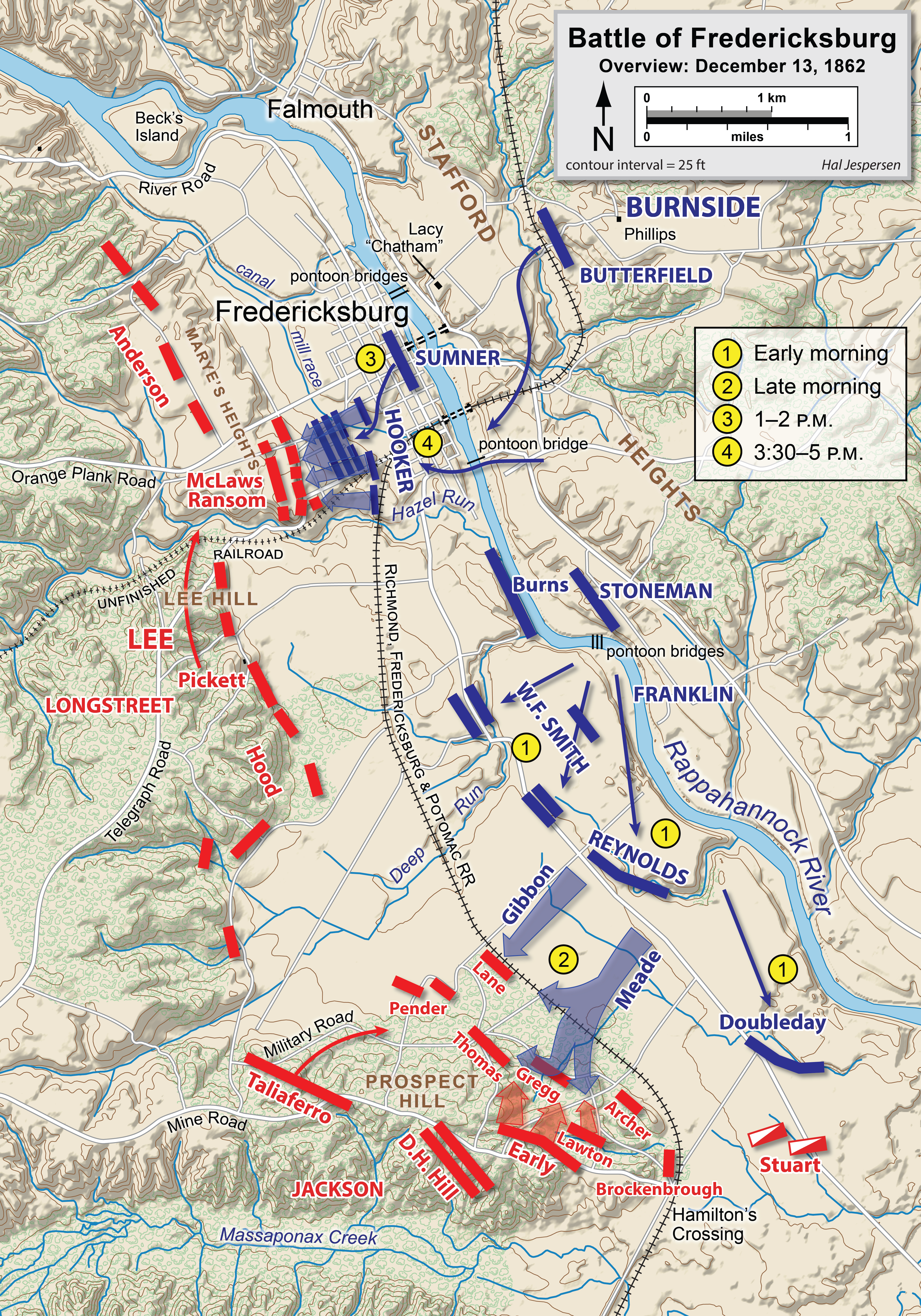
Batalha de Fredericksburg, 13 de dezembro de 1862

Em 7 de novembro de 1862, o presidente Abraham Lincoln desafogou George B. McClellan do comando por causa de seu fracasso em perseguir e derrotar o exército em retirada de Robert E. Lee em Sharpsburg. Ambrose Burnside, apesar de seu desempenho indiferente como comandante de corpo em Antietam, foi nomeado para comandar o Exército do Potomac. Mais uma vez, Lincoln pressionou seu general para lançar uma ofensiva o mais rápido possível. Burnside planejou dirigir diretamente para o sul, em direção a Richmond. Ele esperava ultrapassar Lee cruzando rapidamente o rio Rappahannock em Fredericksburg e se colocando entre o exército Confederado e sua capital. Dificuldades administrativas impediram que ele chegassem a tempo, e seu exército foi forçado a esperar do outro lado do rio de Fredericksburg, enquanto Lee aproveitou a oportunidade para fortalecer uma linha defensiva na cidade. Em vez de desistir ou encontrar outra maneira de avançar, Burnside cruzou o rio e, em 13 de dezembro, lançou massivas colisões frontais contra Marye's Heights, no flanco esquerdo de Lee. Seus ataques foram mais bem sucedidos à direita de Lee, quebrando brevemente a linha de "Stonewall" Jackson; mas devido a um mal-entendido, o combate continuou nas fortificadas com ondas de ataques, acreditando que isso permitiria que as tropas ao lado de Jackson explorassem sua vantagem. O Exército da União perdeu mais de 12.000 homens naquele dia; As baixas Confederadas foram de aproximadamente 4.500.
Apesar da derrota e do desalento sentido em Washington, D.C., Burnside ainda não estava dispensado do comando. Ele planejava retomar sua ofensiva ao norte de Fredericksburg, mas não deu certo em janeiro de 1863 na humilhante Marcha da Lama. Depois disso, uma cabala de seus generais subordinados deixou claro ao governo que Burnside era incapaz de liderar o exército. Um desses conspiradores foi o major-general Joseph Hooker, que foi nomeado para comandar o Exército do Potomac em 26 de janeiro de 1863. Hooker, que tinha um excelente histórico como comandante de corporações em campanhas anteriores, passou o restante do inverno reorganizando e reabastecendo seu exército, prestando atenção especial aos problemas de saúde e moral. E sendo conhecido por sua natureza agressiva, ele planejou uma complexa campanha de primavera contra Lee.
| - Campanha de Chancellorsville - 1 de maio de 1863. Hooker perde a coragem - 2 de maio. Ataque de flanco de Jackson - 3 de maio. Assaltos de Lee contra Chancellorsville - 3 de maio. Batalhas da Segunda de Fredericksburg e Salem Church - 4 a 6 de maio. Retiradas da União |

Ambos os exércitos permaneceram em suas posições antes de Fredericksburg. Hooker planejava enviar sua cavalaria, sob o comando do major-general George Stoneman, para dentro da retaguarda dos Confederados para interromper as linhas de suprimento. Enquanto restava um corpo para a atenção de Lee em Fredericksburg, os outros deveriam se afastar e fazer uma marcha furtiva de flanco que colocaria a maior parte do exército de Hooker atrás de Lee, prendendo-o em um torno. Lee, que havia enviado um corpo de seu exército sob o comando do tenente-general James Longstreet para buscar alimentos no sul da Virgínia, estava em menor número entre 57.000 e 97.000.
O plano começou a funcionar bem, e a maior parte do Exército do Potomac atravessou o rio Rapidan e ficou em posição em 1 de maio. No entanto, após um contato inicial menor com o inimigo, Hooker começou a perder sua confiança e, em vez de atacar o Exército da Virgínia do Norte em sua retaguarda, como planejado, ele recuou para um perímetro defensivo em torno de Chancellorsville. Em 2 de maio, Lee executou uma das mais ousadas manobras da guerra. Tendo já dividido seu exército para atacar as duas alas do ataque de Hooker, ele se separou novamente, enviando 20.000 homens sob Jackson em uma longa marcha de flanco para atacar o flanco direito desprotegido de Hooker. Com uma surpresa quase completa, o corpo de Jackson derrotou o XI Corpo da União, comandado pelo major-general Oliver O. Howard. Após este sucesso, Jackson foi mortalmente ferido por fogo amigo enquanto explorava na frente de seu exército.
Enquanto Lee golpeava a linha de defesa de Chancellorsville com assaltos repetidos e dispendiosos em 3 de maio, o VI Corpo da União, sob o comando do major-general John Sedgwick, finalmente conseguiu o que Ambrose Burnside não conseguiu, atacando com sucesso as forças reduzidas em Marye's Heights em Fredericksburg. O corpo começou a se mover para o oeste, mais uma vez ameaçando a retaguarda de Lee. Lee foi capaz de lidar com as duas alas do Exército do Potomac, mantendo o atordoado Hooker em uma postura defensiva e despachando uma divisão para lidar com a tentativa de aproximação de Sedgwick. Em 7 de maio, Hooker retirou todas as suas forças ao norte do rio Rappahannock. Foi uma vitória cara para Lee, que perdeu 13.000 homens, ou 25% de seu exército; Hooker perdeu 17.000, mas teve uma taxa de baixas mais baixa do que a que Lee havia incorrido.

## Gettysburg e as manobras de queda (1863)
Em junho de 1863, Robert E. Lee decidiu capitalizar sua vitória em Chancellorsville, repetindo sua estratégia de 1862 e, mais uma vez, invadindo o Norte. Ele fez isso para reabastecer seu exército, dar aos fazendeiros da Virgínia uma pausa na guerra e ameaçar o moral dos civis do norte, possivelmente capturando uma importante cidade do norte, como Harrisburg, na Pensilvânia, ou Baltimore, em Maryland. O governo Confederado concordou com essa estratégia apenas com relutância, porque Jefferson Davis estava preocupado com o destino de Vicksburg, Mississippi, a fortaleza do rio sendo ameaçada pela campanha de Ulysses S. Grant em Vicksburg. Após a morte de "Stonewall" Jackson, Lee organizou o Exército da Virgínia do Norte em três corpos, liderados pelo tenente-general James Longstreet, Richard S. Ewell e A. P. Hill.
Lee começou a deslocar seu exército para noroeste, de Fredericksburg para o Vale do Shenandoah, onde as Montanhas Blue Ridge exibiam seus movimentos para o norte. Joseph Hooker, ainda no comando do Exército do Potomac, enviou forças de cavalaria para encontrar Lee. Em 9 de junho, a Batalha de Brandy Station foi a maior batalha predominantemente de cavalaria da guerra, mas terminou inconclusivamente. Hooker começou seu exército inteiro em perseguição; Nas semanas seguintes, Hooker argumentaria com Lincoln e Henry W. Halleck sobre o papel da guarnição em Harpers Ferry. Em 28 de junho, o presidente Abraham Lincoln perdeu a paciência com ele e o dispensou do comando, substituindo-o pelo comandante do V Corpo da União, o major-general George G. Meade. Depois de rever as posições do corpo de exército com Hooker, Meade ordenou que o exército avançasse para o sul da Pensilvânia em uma frente ampla, com a intenção de proteger Washington, D.C. e Baltimore e encontrar o exército de Lee. Ele também elaborou planos para defender uma linha de trás de Pipe Creek, no norte de Maryland, para o caso dele não encontrar um terreno adequado na Pensilvânia para combater em uma batalha a seu favor.
Lee ficou surpreso ao descobrir que o Exército Confederado estava se movendo tão rapidamente como ele era. Quando atravessaram o rio Potomac e entraram em Frederick, Maryland, os Confederados estavam espalhados por uma distância considerável na Pensilvânia, com Richard S. Ewell do outro lado do rio Susquehanna, de Harrisburg e James Longstreet, e A. P. Hill, atrás das montanhas em Chambersburg. Sua cavalaria, sob J. E. B. Stuart, estava envolvida em uma incursão ampla em torno do flanco leste do Exército da União e estava estranhamente fora de contato com o quartel-general, deixando Lee cego quanto à posição e intenções de seu inimigo. Lee percebeu que, assim como na Campanha de Maryland, ele tinha que concentrar seu exército antes que ele pudesse ser derrotado em detalhes. Ele ordenou que todas as unidades se mudassem para a vizinhança geral de Gettysburg, na Pensilvânia.
| - Campanha de Gettysburg - Movimentos iniciais na campanha, até 3 de julho; movimentos de cavalaria mostrados com linhas tracejadas - Batalha de Gettysburg, 1 de julho de 1863 - Batalha de Gettysburg, 2 de julho - Batalha de Gettysburg, 3 de julho - Retirada, 5 a 14 de julho |

A Batalha de Gettysburg é frequentemente considerada o ponto de virada da guerra. Meade derrotou Lee em uma batalha de três dias travada por 160.000 soldados, com 51.000 baixas. Começou como um encontro na manhã de 1 de julho, quando as brigadas da divisão de Henry Heth entraram em confronto com a cavalaria de Buford, e depois com o I Corpo de John F. Reynolds. Quando a XI Corpo de Exército da União chegou, eles e o I Corpo de exército foram esmagados pela corporação de Ewell e Hill que chegava do norte e forçaram de volta a cidade, assumindo posições defensivas em terras altas ao sul da cidade. Em 2 de julho, Lee lançou um enorme par de assaltos contra os flancos esquerdo e direito do exército de Meade. Batalhas ferozes aconteciam em Little Round Top, Devil's Den, Campo de trigo, Pomar de pêssego, Cemetery Hill e Culp's Hill. Meade foi capaz de mudar seus defensores ao longo das linhas do interior, e repeliram os avanços dos Confederados. Em 3 de julho, Lee lançou a Pickett's Charge contra a União, e quase três divisões foram abatidas. A essa altura, Stuart havia retornado e combateu contra um duelo de cavalaria inconclusivo a leste do campo de batalha principal, tentando entrar na área traseira da União. Os dois exércitos permaneceram em posição no dia 4 de julho (o mesmo dia em que a Batalha de Vicksburg terminou em uma impressionante vitória da União), e então Lee ordenou uma retirada do Exército do Potomac para a Virgínia.
A perseguição de Meade a Lee foi hesitante e mal sucedida. Ele recebeu críticas consideráveis do presidente Lincoln e outros, que acreditavam que ele poderia ter terminado a guerra no rescaldo de Gettysburg. Em outubro, uma parte do exército de Meade foi destacada para o Teatro Ocidental; Lee viu isso como uma oportunidade para derrotar o exército da União em detalhes e ameaçar Washington, D.C., para que mais forças da União não fossem enviadas para o oeste. A resultante Campanha de Bristoe terminou com Lee recuando de volta ao Rio Rapidan, tendo falhado em suas intenções. Meade foi pressionado por Lincoln a fazer uma campanha ofensiva final no outono de 1863, a Campanha de Mine Run. No entanto, Lee foi capaz de cortar o avanço de Meade e construir parapeitos; Meade considerou as defesas Confederadas fortes demais para um ataque frontal e recuou para seus aposentos de inverno.

## Ulysses S. Grantvs.Robert E. Lee (1864–1865)
Em março de 1864, Ulysses S. Grant foi promovido a tenente-general e nomeado comandante de todos os exércitos da União. Ele elaborou uma estratégia coordenada para pressionar os Confederados de muitos pontos, algo que o presidente Abraham Lincoln havia instado seus generais a fazer desde o início da guerra. Grant colocou o major-general William T. Sherman no comando imediato de todas as forças no Ocidente e transferiu sua sede para o Exército do Potomac (ainda comandado por George Meade) na Virgínia, onde pretendia manobrar o exército de Robert E. Lee para uma batalha decisiva; Seu objetivo secundário era capturar Richmond, mas Grant sabia que a captura aconteceria automaticamente assim que o primeiro fosse realizado. Sua estratégia coordenada pedia que Grant e Meade atacassem Lee pelo norte, enquanto Benjamin Butler se deslocava para Richmond vindo do sudeste; Franz Sigel para controlar o Vale do Shenandoah; Sherman para invadir a Geórgia, derrotar Joseph E. Johnston e capturar Atlanta; George Crook e William W. Averell operam contra linhas de suprimento de ferrovias na Virgínia Ocidental; e Nathaniel P. Banks para capturar Mobile, no Alabama.
A maioria dessas iniciativas fracassou, muitas vezes por causa da designação de generais de Grant por razões políticas e não militares. Butler no Exército de James se atolou contra as forças inferiores sob P. G. T. Beauregard antes de Richmond na Campanha de Bermuda Hundred. Sigel foi derrotado na Batalha de New Market em maio e logo foi substituído por David Hunter. Banks foi distraído pela Campanha de Red River e não conseguiu se mover no Mobile. No entanto, Crook e Averell foram capazes de cortar a última ferrovia que liga Virgínia e Tennessee, e a campanha de Sherman em Atlanta foi um sucesso, embora tenha se arrastado durante a queda.

### Campanha Overland

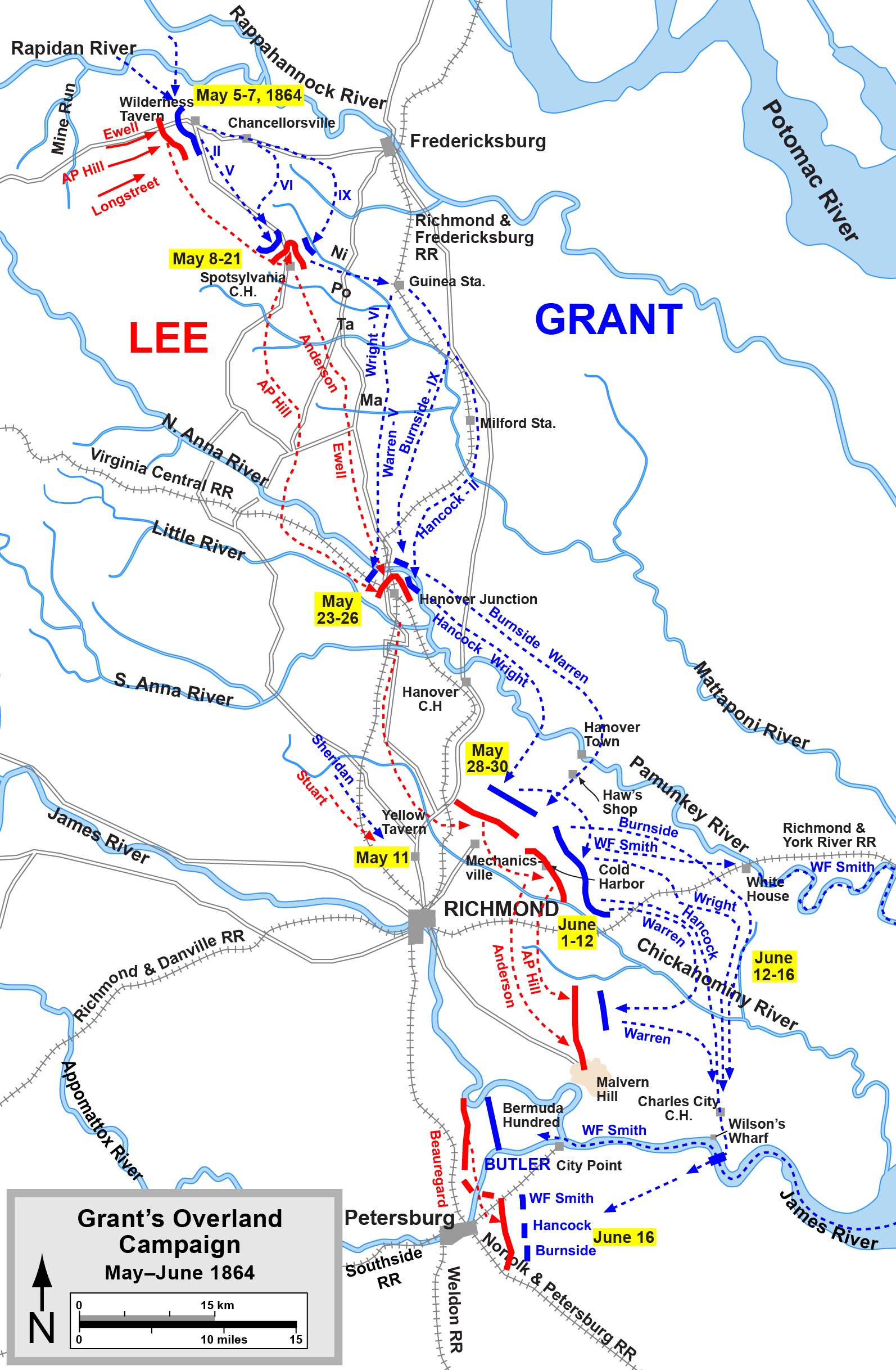
Campanha Overland, do deserto para atravessar o rio James.

No início de maio, o Exército do Potomac atravessou o rio Rapidan e entrou na área conhecida como o deserto da Spotsylvania. Lá, em bosques densos que anulavam as vantagens do Exército da União em artilharia, Robert E. Lee surpreendeu Ulysses S. Grant e George Meade com ataques agressivos. Os dois dias da Batalha de Wilderness foram taticamente inconclusivos, embora muito prejudiciais para ambos os lados. No entanto, ao contrário de seus antecessores, Grant não recuou após a batalha; Ele enviou seu exército para o sudeste e começou uma campanha de manobra que manteve Lee na defensiva através de uma série de batalhas sangrentas e se aproximou de Richmond. Grant sabia que seu exército era maior e sua base de mão de obra no norte poderiam sustentar uma guerra de atrito melhor do que Lee e os Confederados poderiam. E embora Grant tenha sofrido grandes perdas, aproximadamente 55.000 baixas, durante a campanha, Lee perdeu porcentagens ainda maiores de seus homens, perdas que não puderam ser substituídas.
Na Batalha de Spotsylvania Court House, Lee conseguiu derrotar Grant na encruzilhada e estabelecer uma forte posição defensiva. Em uma série de ataques ao longo de duas semanas, Grant martelou as linhas dos Confederados, principalmente centradas em um saliência conhecida como "Mule Shoe". Um ataque massivo do II Corpo de Winfield S. Hancock os "Bloody Angle" parte desta linha em 12 de maio prenunciou as táticas inovadoras empregadas contra as trincheiras no final da Primeira Guerra Mundial. Grant mais uma vez desengatou e deslizou para o sudeste.
Interceptando o movimento de Grant, Lee posicionou suas forças atrás do rio North Anna em uma saliência para forçar Grant a dividir seu exército para atacá-lo. Lee teve a oportunidade de derrotar Grant, mas não conseguiu atacar da maneira necessária para provocar a armadilha que ele havia criado, possivelmente por causa de uma doença. Depois de rejeitar um ataque frontal às posições de Lee e inicialmente aprovar um plano para se mover ao redor do flanco esquerdo de Lee, Grant mudou de ideia e continuou a se mover para sudeste.
Em 31 de maio, a cavalaria da União aproveitou a encruzilhada vital de Old Cold Harbor, enquanto os Confederados chegavam de Richmond e das linhas de Totopotomoy Creek. No final de 1 de junho, dois corpos da União chegaram a Cold Harbor e atacaram os Confederados com algum sucesso. Em 2 de junho, os dois exércitos estavam no campo, formando uma frente de 11 quilômetros. Na madrugada de 3 de junho, os corpos II e XVIII, seguidos pelo IX Corpo, atacaram a linha e foram abatidos em todos os pontos da Batalha de Cold Harbor. Grant perdeu mais de 12.000 homens em uma batalha da qual ele se arrependeu mais do que qualquer outro e os jornais do norte depois disso frequentemente se referiam a ele como um "butcher" (açougueiro).
Na noite de 12 de junho, Grant avançou novamente pelo flanco esquerdo, marchando para o rio James. Ele foi capaz de disfarçar suas intenções de Lee, e seu exército atravessou o rio em uma ponte de pontões que se estendia por 640 m. O que Lee temia mais que tudo, que Grant o forçaria a cercar a capital, estava prestes a ocorrer.

### Petersburg

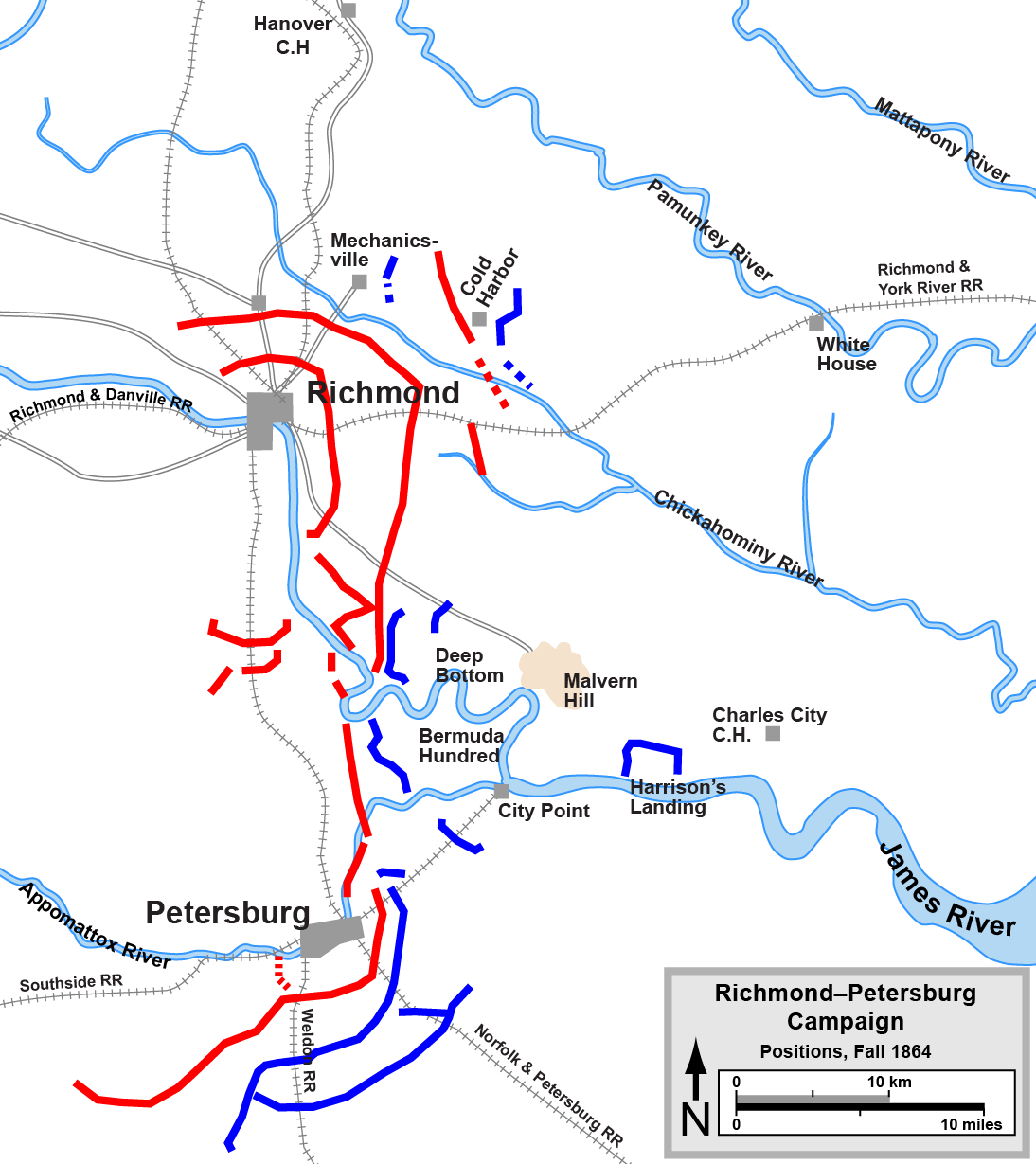
Teatro de Richmond-Petersburg, outono de 1864

Ulysses S. Grant havia decidido, no entanto, que havia uma maneira mais eficiente de chegar a Richmond e Robert E. Lee. A alguns quilômetros ao sul, a cidade de Petersburg continha ligações ferroviárias cruciais que abasteciam a capital. Se o Exército da União pudesse aproveitá-lo, Richmond seria tomada. No entanto, Benjamin Butler não conseguiu capturá-lo mais cedo e, em seguida, os avanços indecisos dos subordinados de Grant também falharam em romper as linhas ferroviárias sob os homens de P. G. T. Beauregard, permitindo que o exército de Lee chegasse e erguesse as defesas. Ambos os lados se prepararam para um cerco.
Na tentativa de romper o cerco, as tropas da União na corporação de Ambrose Burnside minaram um túnel sob a linha dos Confederados. Em 30 de julho, eles detonaram os explosivos, criando uma cratera de cerca de 41 m de diâmetro, que permanece visível até hoje. Quase 350 soldados Confederados foram mortos instantaneamente na explosão. Apesar da ingenuidade do plano da União, a longa e sangrenta Batalha de Crater, como veio a ser chamada, foi marcada por um planejamento tático insatisfatório e foi uma vitória dos Confederados.
Durante o outono e inverno, ambos os exércitos construíram uma série elaborada de trincheiras, cobrindo mais de 50 km, enquanto o Exército da União tentava contornar o flanco direito (ocidental) dos Confederados e destruir suas linhas de suprimento. Embora a população do Norte tenha ficado bastante desanimada com a aparente falta de progresso em Petersburg, o sucesso dramático de William T. Sherman em Atlanta ajudou a garantir a reeleição de Abraham Lincoln, o que garantiu que a guerra seria levada a uma conclusão.

## Vale do Shenandoah (1864–1865)
O Vale do Shenandoah era uma região crucial para os Confederados: era uma das regiões agrícolas mais importantes da Virgínia e era uma das principais rotas de invasão contra o Norte. Ulysses S. Grant esperava que um exército do Departamento da Virgínia Ocidental sob Franz Sigel pudesse tomar o controle do Vale, subindo a sudoeste para as elevações mais altas com 10.000 homens para destruir o centro ferroviário em Lynchburg. Sigel sofreu imediatamente a derrota na Batalha de New Market em 15 de maio e foi logo substituído por David Hunter, que venceu na Batalha do Piedmont em 5 de junho. Hunter começou a queimar os recursos agrícolas dos confederados, bem como as casas de alguns secessionistas proeminentes, ganhando o apelido de "Black Dave" dos Confederados. Em Lexington, ele queimou o Instituto Militar da Virgínia.
Robert E. Lee, agora sitiado em Petersburg, estava preocupado com os avanços de Hunter e enviou o corpo de Jubal Early para varrer as forças da União no Vale e, se possível, ameaçar Washington, D.C., na esperança de forçar Grant a diluir suas forças em torno de Petersburg. Early teve um bom começo, dirigindo de volta a força de Hunter na Batalha de Lynchburg. Ele dirigiu pelo Vale sem resistência, contornou Harpers Ferry, atravessou o rio Potomac e avançou para Maryland. Grant enviou um corpo de exército sob o comando do major-general Horatio G. Wright e outras tropas sob George Crook para reforçar Washington, D.C. e prosseguir com Early.
| - Campanha do Vale de Shenandoah - Operações no Vale do Shenandoah, maio-julho de 1864 - Operações do Vale do Shenandoah, agosto-outubro de 1864 |

Na Batalha de Monocacy (9 de julho de 1864), Early derrotou uma força menor sob Lew Wallace perto de Frederick, Maryland, mas esta batalha atrasou seu progresso o suficiente para dar tempo de reforçar as defesas de Washington, D.C.. Early atacou um forte no perímetro defensivo noroeste de Washington, D.C. (Fort Stevens (11 a 12 de julho) sem sucesso e recuou para a Virgínia. Ele lutou com sucesso em uma série de batalhas menores no Vale até o início de agosto e impediu que o corpo de Wright voltasse para Grant em Petersburg. Ele também queimou a cidade de Chambersburg, na Pensilvânia, retaliando as ações anteriores de Hunter no Vale.
Grant sabia que Washington, D.C. continuava vulnerável se Early ainda estivesse à solta. Ele encontrou um novo comandante agressivo o suficiente para derrotar Early: Major-general Philip Sheridan, o comandante da cavalaria do Exército do Potomac, que recebeu o comando de todas as forças na área, a Divisão Militar do Meio, incluindo o Exército do Shenandoah. Sheridan inicialmente começou devagar, principalmente porque a iminente eleição presidencial de 1864 exigia uma abordagem cautelosa, evitando qualquer desastre que pudesse levar à derrota de Abraham Lincoln.
Sheridan começou a se mover agressivamente em setembro. Ele derrotou Early da Terceira Batalha de Winchester em 19 de setembro e na Batalha de Fisher's Hill em 21 e 22 de setembro. Com Early ferido e preso, o Vale estava aberto à União. Juntamente com a captura de William T. Sherman em Atlanta e a vitória do almirante David Farragut em Mobile Bay, a reeleição de Lincoln parecia garantida. Sheridan se afastou lentamente pelo Vale e conduziu uma campanha de terra arrasada que previa a marcha de Sherman por mar, em novembro. O objetivo era negar à Confederados os meios de alimentar seus exércitos na Virgínia, e o exército de Sheridan queimava plantações, celeiros, moinhos e fábricas.
A campanha foi efetivamente concluída na Batalha de Cedar Creek (19 de outubro de 1864). Em um brilhante ataque surpresa ao amanhecer, Early derrotou dois terços do Exército da União, mas suas tropas estavam famintas e exaustas e muitas morreram tentando saquear o acampamento da União; Sheridan conseguiu reunir suas tropas e derrotar Early decisivamente. No final do outono, Sheridan enviou sua infantaria para ajudar Grant em Petersburg, com sua cavalaria chegando na primavera seguinte. A maioria dos homens do corpo de Early se reuniu com Lee em Petersburg em dezembro, enquanto Early permaneceu para comandar uma força esquelética até que ele foi dispensado do comando em março de 1865 após sua derrota na Batalha de Waynesboro, Virgínia.

## Appomattox (1865)

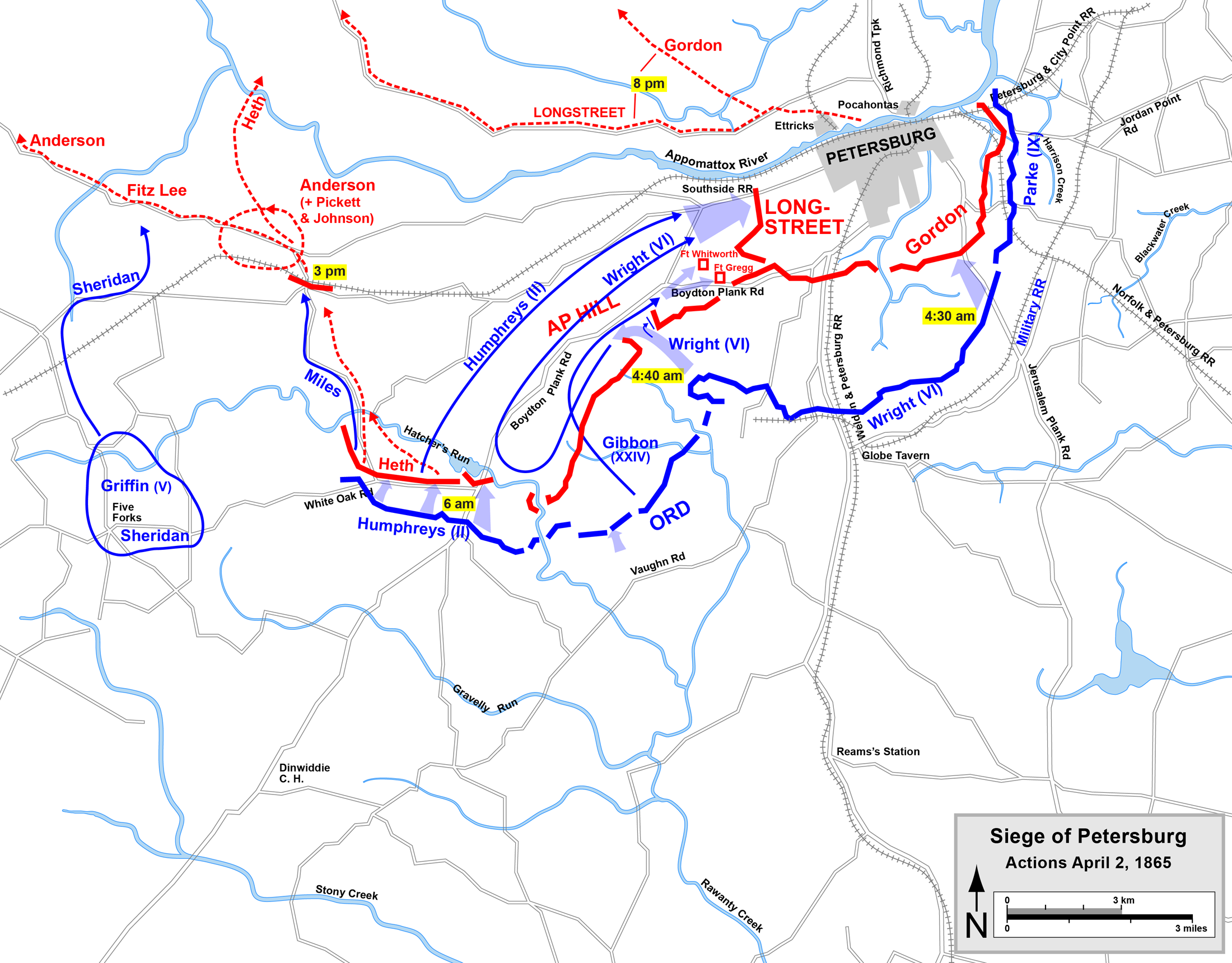
Os últimos assaltos de Grant em Petersburg e Early na retirada de Lee

Em janeiro de 1865, Robert E. Lee se tornou o general-em-chefe de todos os exércitos Confederados, mas esse movimento chegou tarde demais para ajudar a causa do Sul. Com a continuação do Cerco de Petersburg, Ulysses S. Grant tentou romper ou cercar as forças Confederadas em vários ataques, movendo-se de leste a oeste; gradualmente, ele cortou todas as linhas de suprimentos dos Confederados, exceto a Ferrovia de Richmond & Danville, que entrava em Richmond e na Ferrovia Southside, fornecendo Petersburg. Em março, o cerco havia afetado enormemente os dois exércitos e Lee decidiu sair de Petersburg. O major-general John B. Gordon elaborou um plano para que o exército atacasse o Fort Stedman, no extremo leste da Linhas da União, forçando as forças da União a encurtar suas linhas. Embora inicialmente um sucesso, seu corpo em desvantagem foi forçado a voltar por um contra-ataque da União.
Philip Sheridan retornou do Vale e foi encarregado de flanquear o exército Confederado, que forçou Lee a enviar forças sob o comando do major-general George Pickett e do major-general Fitzhugh Lee para defender o flanco. Grant então dividiu a cavalaria e dois corpos de infantaria sob Sheridan para cortar as forças de Pickett. Pickett e Fitzhugh Lee atacaram primeiro em 31 de março no Dinwiddie Court House, e conseguiram empurrar as forças da União, mas não obtiveram uma vantagem decisiva. Eles retiraram suas forças para Five Forks naquela noite. Em 1 de abril, Sheridan lançou outro ataque, flanqueando as forças de Pickett e destruindo a ala esquerda dos Confederados, capturando mais de 2.000 Confederados. Esta vitória significou que Sheridan poderia capturar a Ferrovia Southside no dia seguinte.
Após a vitória em Five Forks, Grant ordenou um ataque ao longo de toda a linha dos Confederados em 2 de abril, chamado de Terceira Batalha de Petersburg, resultando em avanços dramáticos. Durante os combates, A. P. Hill foi morto. Durante o dia e a noite, Lee retirou suas forças de Petersburg e Richmond e seguiu para o oeste até Danville, o destino do governo Confederado em fuga, e depois para o sul para se encontrar com o general Joseph E. Johnston na Carolina do Norte. A cidade capital de Richmond se rendeu na manhã de 3 de abril.
A campanha se tornou uma corrida entre Lee e Sheridan, com Lee tentando obter suprimentos para sua retirada e Sheridan tentando cortá-lo, com a infantaria da União logo atrás. Em Sayler's Creek, em 6 de abril, quase um quarto do exército Confederado (cerca de 8.000 homens, a maioria de dois corpos) foi dividido e forçado a se render; muitos dos trens de suprimentos dos Confederados, cruzando o riacho ao norte, também foram capturados. Embora Grant lhe tenha escrito sugerindo que a rendição era seu último curso de ação, Lee ainda tentou superar as forças da União. No ataque final de Lee em Appomattox na manhã de 9 de abril, o corpo fraco de Gordon tentou romper as linhas da União e alcançar os suprimentos em Lynchburg. Eles empurraram a cavalaria de Sheridan brevemente, mas viram-se confrontados com o V Corpo da União. Cercado por três lados, Lee foi forçado a entregar seu exército a Grant no Appomattox Court House naquele dia, com a cerimônia formal de rendição ocorrendo dois dias depois.
Houve outras pequenas batalhas e rendições dos exércitos Confederados, mas a rendição de Lee em 9 de abril de 1865 marcou o fim efetivo da Guerra Civil Americana. Lee, rejeitando o conselho de alguns de seus oficiais, queria garantir que seu exército não desaparecesse no campo para continuar a guerra como guerrilheiros, ajudando a curar as divisões do país.

## Principais batalhas terrestres
As batalhas terrestres mais dispendiosas no Teatro Oriental, medidas por baixas (mortos, feridos, capturados e desaparecidos), foram:
| Batalha                             | Estado      | Data                             |         |        | União               | Confederados       |        |        | Total  |
| Batalha                             | Estado      | Data                             | Forças  | Forças | Comandante          | Comandante         | Baixas | Baixas | Baixas |
| ----------------------------------- | ----------- | -------------------------------- | ------- | ------ | ------------------- | ------------------ | ------ | ------ | ------ |
| Batalha de Gettysburg               | Pensilvânia | 1 a 3 de julho de 1863           | 104,000 | 75,000 | George G. Meade     | Robert E. Lee      | 23,055 | 23,231 | 46,286 |
| Batalha de Spotsylvania Court House | Virgínia    | 8 a 21 de maio de 1864           | 100,000 | 52,000 | Ulysses S. Grant    | Robert E. Lee      | 18,399 | 13,421 | 31,820 |
| Batalha de Chancellorsville         | Virgínia    | 1 a 4 de maio de 1863            | 133,708 | 60,892 | Joseph Hooker       | Robert E. Lee      | 17,197 | 13,303 | 30,500 |
| Batalha de Wilderness               | Virgínia    | 5 a 7 de maio de 1864            | 124,232 | 61,025 | Ulysses S. Grant    | Robert E. Lee      | 17,666 | 11,125 | 28,791 |
| Batalha de Appomattox Court House   | Virgínia    | 9 de abril de 1865               | 100,000 | 28,000 | Ulysses S. Grant    | Robert E. Lee      | 164    | 28,305 | 28,469 |
| Batalha de Antietam                 | Maryland    | 17 de setembro de 1862           | 75,500  | 38,000 | George B. McClellan | Robert E. Lee      | 12,401 | 10,316 | 22,717 |
| Segunda Batalha de Bull Run         | Virgínia    | 28 a 30 de agosto de 1862        | 62,000  | 50,000 | John Pope           | Robert E. Lee      | 10,000 | 8,300  | 18,300 |
| Batalha de Fredericksburg           | Virgínia    | 11 a 15 de dezembro de 1862      | 114,000 | 72,500 | Ambrose E. Burnside | Robert E. Lee      | 12,653 | 5,377  | 18,030 |
| Batalha de Cold Harbor              | Virgínia    | 31 de maio a 12 de junho de 1864 | 108,000 | 59,000 | Ulysses S. Grant    | Robert E. Lee      | 12,737 | 4,595  | 17,332 |
| Segunda Batalha de Petersburg       | Virgínia    | 15 a 18 de junho de 1864         | 62,000  | 38,000 | Ulysses S. Grant    | Robert E. Lee      | 11,386 | 4,000  | 15,386 |
| Batalha de Gaines's Mill            | Virgínia    | 27 de junho de 1862              | 34,214  | 57,018 | George B. McClellan | Robert E. Lee      | 6,837  | 7,993  | 14,830 |
| Batalha de Seven Pines              | Virgínia    | 31 de maio a 1 de junho de 1862  | 34,000  | 39,000 | George B. McClellan | Joseph E. Johnston | 5,031  | 6,134  | 11,165 |
| Batalha de Sayler's Creek           | Virgínia    | 6 de abril de 1865               | 26,000  | 18,500 | Ulysses S. Grant    | Robert E. Lee      | 1,148  | 7,700  | 8,848  |
| Batalha de Cedar Creek              | Virgínia    | 19 de outubro de 1864            | 31,610  | 21,102 | Philip H. Sheridan  | Jubal A. Early     | 5,764  | 2,910  | 8,674  |
| Terceira Batalha de Winchester      | Virgínia    | 19 de setembro de 1864           | 40,000  | 12,000 | Philip H. Sheridan  | Jubal A. Early     | 5,020  | 3,610  | 8,630  |
| Batalha de Malvern Hill             | Virgínia    | 1 de julho de 1862               | 54,000  | 55,000 | George B. McClellan | Robert E. Lee      | 2,100  | 5,650  | 7,750  |
| Terceira Batalha de Petersburg      | Virgínia    | 2 de abril de 1865               | 76,113  | 58,400 | Ulysses S. Grant    | Robert E. Lee      | 3,500  | 4,250  | 7,750  |

## Outras referências
- Bonekemper, Edward H., III. A Victor, Not a Butcher: Ulysses S. Grant's Overlooked Military Genius. Washington, DC: Regnery, 2004. ISBN 0-89526-062-X.
- Calkins, Chris. The Appomattox Campaign: March 29 – April 9, 1865. Conshohocken, Pennsylvania: Combined Books, 1997. ISBN 0-938289-54-3.
- Cooling, B. F. Jubal Early's Raid on Washington 1864. Baltimore, MD: The Nautical & Aviation Publishing Company of America, 1989. ISBN 0-933852-86-X.
- Cozzens, Peter. Shenandoah 1862: Stonewall Jackson's Valley Campaign. Chapel Hill: University of North Carolina Press, 2008. ISBN 978-0-8078-3200-4.
- Davis, William C. Battle at Bull Run: A History of the First Major Campaign of the Civil War. Baton Rouge: Louisiana State University Press, 1977. ISBN 0-8071-0867-7.
- The Editors of Time-Life Books. Echoes of Glory: Illustrated Atlas of the Civil War. Alexandria, VA: Time-Life Books, 1991. ISBN 0-8094-8858-2.
- Eicher, David J. The Longest Night: A Military History of the Civil War. New York: Simon & Schuster, 2001. ISBN 0-684-84944-5.
- Esposito, Vincent J. West Point Atlas of American Wars. New York: Frederick A. Praeger, 1959. OCLC 5890637. The collection of maps (without explanatory text) is available online at the West Point website[ligação inativa].
- Foote, Shelby. The Civil War: A Narrative. Vol. 3, Red River to Appomattox. New York: Random House, 1974. ISBN 0-394-74913-8.
- Fuller, Maj. Gen. J. F. C. The Generalship of Ulysses S. Grant. New York: Da Capo Press, 1929. ISBN 0-306-80450-6.
- Furgurson, Ernest B. Chancellorsville 1863: The Souls of the Brave. New York: Alfred A. Knopf, 1992. ISBN 0-394-58301-9.
- Hattaway, Herman, and Archer Jones. How the North Won: A Military History of the Civil War. Urbana: University of Illinois Press, 1983. ISBN 0-252-00918-5.
- Hennessy, John J. Return to Bull Run: The Campaign and Battle of Second Manassas. Norman: University of Oklahoma Press, 1993. ISBN 0-8061-3187-X.
- Kennedy, Frances H., ed. The Civil War Battlefield Guide. 2nd ed. Boston: Houghton Mifflin Co., 1998. ISBN 0-395-74012-6.
- Newell, Clayton R. Lee Vs. McClellan: The First Campaign. Washington, DC: Regnery Publishing, Inc., 1996. ISBN 0-89526-452-8.
- O'Reilly, Francis Augustín. The Fredericksburg Campaign: Winter War on the Rappahannock. Baton Rouge: Louisiana State University Press, 2003. ISBN 0-8071-3154-7.
- Salmon, John S. The Official Virginia Civil War Battlefield Guide. Mechanicsburg, PA: Stackpole Books, 2001. ISBN 0-8117-2868-4.
- Sears, Stephen W. Gettysburg. Boston: Houghton Mifflin, 2003. ISBN 0-395-86761-4.
- Sears, Stephen W. To the Gates of Richmond: The Peninsula Campaign. New York: Ticknor & Fields, 1992. ISBN 0-89919-790-6.
- Sears, Stephen W. Landscape Turned Red: The Battle of Antietam. Boston: Houghton Mifflin, 1983. ISBN 0-89919-172-X.
- Trudeau, Noah Andre. Bloody Roads South: The Wilderness to Cold Harbor, May–June 1864. Boston: Little, Brown and Company, 1989. ISBN 0-316-85326-7.
- Trudeau, Noah Andre. The Last Citadel: Petersburg, Virginia June 1864 – April 1865. Boston: Little, Brown and Company, 1991. ISBN 0-316-85327-5.